# Ariana Grande
Ariana Grande-Butera (Boca Ratón, Florida, nació el 26 de junio de 1993) es una cantante, compositora, actriz, productora musical y empresaria estadounidense. Comenzó su carrera musical en Broadway a los 15 años en el musical 13 (2008). Saltó a la fama por interpretar a Cat Valentine en las series de televisión de Nickelodeon Victorious (2010-2013) y Sam & Cat (2013-2014). Ariana Grande firmó con Republic Records en 2011 después de que los ejecutivos del sello vieran vídeos de YouTube de sus versiones de canciones. Su álbum debut de pop y R&B influenciado por el doo wop de la década de 1950,Yours Truly (2013), encabezó el Billboard 200 de Estados Unidos, mientras que su sencillo principal, «The Way», llegó al top 10 del Billboard Hot 100 de Estados Unidos.
Continuó explorando el pop y el R&B en su segundo y tercer álbum de estudio, My Everything (2014) y Dangerous Woman (2016). My Everything experimentó con el EDM y logró el éxito mundial con sus sencillos «Problem», «Break Free» y «Bang Bang»; Dangerous Woman se convirtió en el primero de cuatro álbumes número uno consecutivos en el Reino Unido. Las luchas personales influyeron en su cuarto y quinto álbumes de estudio, Sweetener (2018) y Thank U, Next (2019), que fueron éxitos comerciales y de crítica. Sweetener ganó el Premio Grammy al mejor álbum de pop vocal, y Thank U, Next rompió el récord de la semana de transmisión más grande para un álbum pop y fue nominado a álbum del año. Los sencillos «Thank U, Next», «7 Rings» y «Break Up with Your Girlfriend, I'm Bored» convirtieron a Grande en la primera solista en ocupar los tres primeros lugares en el Hot 100 simultáneamente y en la primera mujer en tener éxito ella misma en la parte superior de la lista de sencillos del Reino Unido. Sus colaboraciones de 2020 «Stuck with U» con Justin Bieber y «Rain on Me» con Lady Gaga la ayudó a romper el récord de la mayoría de los debuts número uno en el Hot 100, este último ganó el Premio Grammy a la mejor interpretación de pop de dúo/grupo. El sexto álbum de estudio centrado en R&B de Grande, Positions (2020), y su canción principal debutaron en el número uno en el Reino Unido y los Estados Unidos. En 2021, obtuvo su sexto sencillo número uno en Estados Unidos después de aparecer en el remix de «Save Your Tears» de The Weeknd.
A menudo considerada como un icono del pop y artista de triple amenaza, Grande es una de los artistas musicales más vendidos del mundo; ha vendido más de 85 millones de discos en todo el mundo, y todos sus álbumes de estudio han sido certificados como platino o superior. Entre sus récords en las listas de Billboard, es la primera artista y la única mujer en tener cinco debuts número uno, registrar tres debuts número uno en un año calendario, debutar los sencillos principales de cada uno de sus álbumes de estudio en el entre los diez primeros, y tener sus primeros cinco sencillos número uno debutando en el primer puesto. [cita requerida] Ariana Grande es la segunda artista femenina más escuchada de todos los tiempos, así como también es la segunda artista femenina más reproducida en Spotify [cita requerida] (también en la década de 2010) y Apple Music, la artista femenina más seguida en Spotify y la artista femenina con más suscripciones en YouTube. Nueve y siete de las canciones y videos musicales de Grande alcanzaron mil millones de reproducciones y visualizaciones en Spotify y Vevo, respectivamente. Es la artista femenina con más mil millones de canciones en la plataforma anterior. Ha sido incluida en la lista anual de Time de las 100 personas más influyentes del mundo (2016 y 2019) y Forbes Celebrity 100 (2019-2020). Grande fue nombrada mujer del año (2018), la estrella pop más grande de 2019 y la artista femenina más exitosa en debutar en la década de 2010 por Billboard. Además, Rolling Stone la colocó en su lista actualizada de los 200 mejores cantantes de todos los tiempos (2023). Además de la música, trabajó con muchas organizaciones benéficas y defensores de los derechos de los animales, la salud mental y la igualdad de género, racial y LGBT. Grande tiene muchos seguidores en las redes sociales; se convirtió en la mujer más seguida en Instagram en 2019, y tiene más de 350 millones de seguidores a partir de 2023. También ha incursionado en las industrias de la cosmética y la moda. Su línea de fragancias, que se lanzó en 2015, superó los mil millones de dólares en ventas a partir de 2022.

## Biografía y carrera artística

### 1993-2008: Primeros años e inicios de su carrera artística y musical

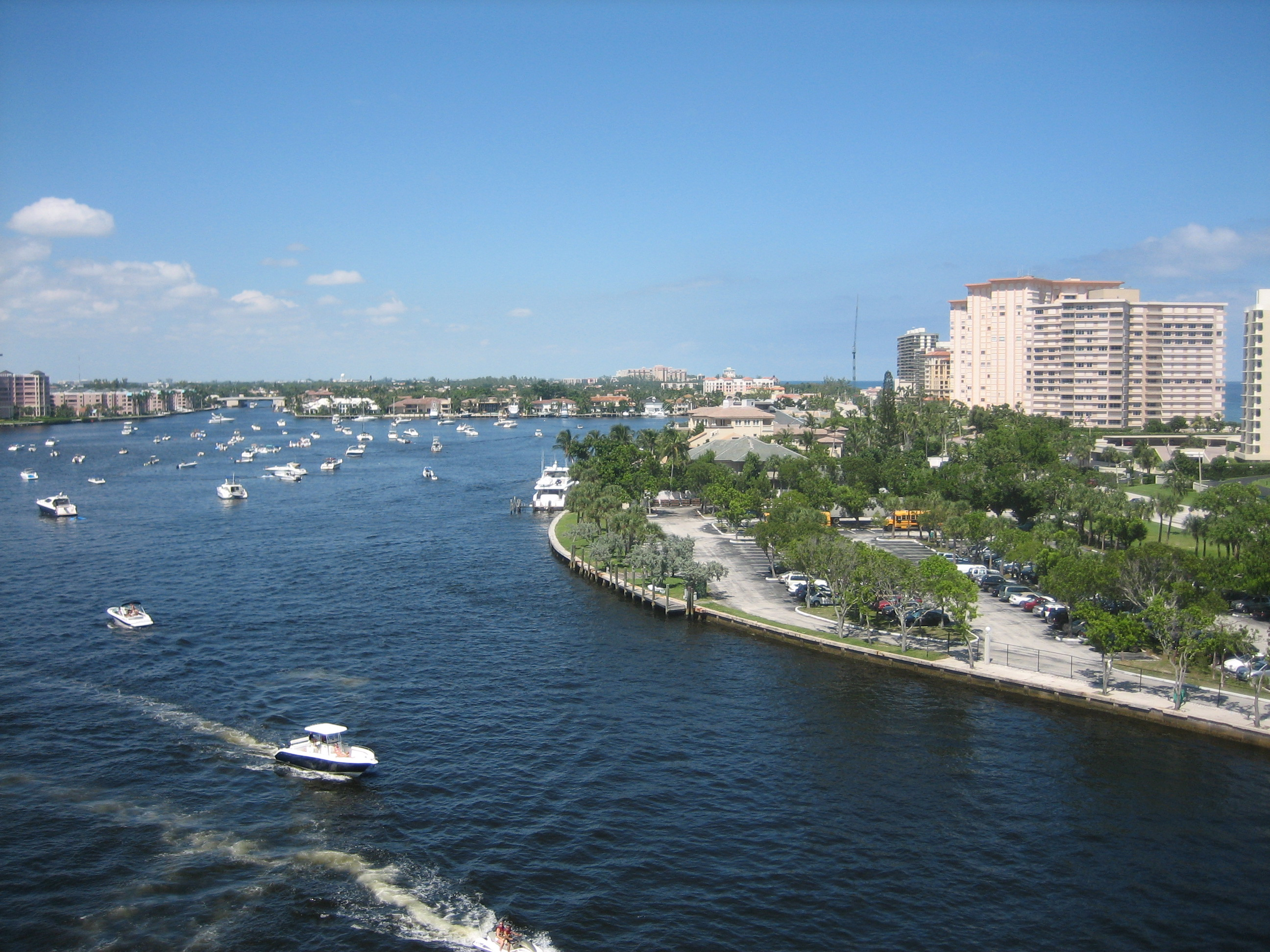
Boca Ratón (Florida), lugar de nacimiento de Grande.

Ariana Grande-Butera nació el 26 de junio de 1993 en Boca Ratón, Florida. Su nombre hace alusión a la princesa Oriana, de la caricatura Félix el Gato. Es hija de Joan Grande, directora ejecutiva nacida en Brooklyn, de Hose-McCann Communications, un fabricante de equipos de seguridad y comunicaciones propiedad de la familia Grande desde 1964, y Edward Butera, propietario de una empresa de diseño gráfico en Boca Ratón. Grande tiene ascendencia italiana, y se ha descrito a sí misma como una italoestadounidense con raíces sicilianas y abruzenses, su bisabuelo Michelangelo Grande Ricciardi, natural de Gildone, emigró a Estados Unidos en 1904. Tiene un medio-hermano mayor por parte de su madre, Frankie Grande, que es actor, animador y productor, y tiene una relación cercana con su abuela materna, Marjorie Grande. Su familia se mudó de Nueva York a Florida antes de su nacimiento y sus padres se separaron cuando ella tenía ocho o nueve años. Sufrió mucho desde la separación de sus padres, ya que se sentía como si estuviera en el medio de los dos, y eso la ponía depresiva. Finalmente, se quedó bajo el cuidado único de su madre, junto a su hermano mayor Frankie y sus abuelos maternos, a quienes describe como una «inspiración».
Cuando sus padres eran titulares de boletos de temporada de los Florida Panthers, dos discos de hockey errantes la golpearon accidentalmente en cada muñeca en dos ocasiones diferentes en 1998, y en ambas ocasiones sufrió pequeños moretones. La segunda ocurrencia sucedió durante el juego inaugural de temporada regular de los Panthers en el National Car Rental Center el 9 de octubre de 1998, en el que también fue la primera niña en montar un Zamboni en la nueva arena durante el primer intermedio, el resultado de la oferta ganadora de $200 de sus padres en una subasta. Una fotografía de ella en el Zamboni apareció en el South Florida SunSentinel al día siguiente. A los 8 años, cantó «The Star-Spangled Banner» en el partido en casa de los Panthers contra los Blackhawks de Chicago el 16 de enero de 2002.
Cuando era niña, Grande actuó con el Teatro Infantil de Fort Lauderdale, interpretando su primer papel como el personaje principal en el musical Annie. También actuó en sus producciones de The Wizard of Oz y Beauty and the Beast. A los ocho años, actuó en un salón de karaoke en un crucero y con varias orquestas como la Filarmónica del Sur de Florida, Florida Sunshine Pops y Orquestas Sinfónicas. Durante este tiempo, asistió a la Escuela Pine Crest y más tarde a la Preparatoria North Broward.
A los 13 años, pensó seriamente en iniciar una carrera musical, aunque todavía se concentraba en el teatro. Cuando llegó por primera vez a Los Ángeles, California para conocer a sus representantes, ella expresó su deseo de grabar un álbum de R&B cuando tenía 14 años: «Yo estaba como, “quiero hacer un álbum de R&B”, y ellos dijeron “Um, ¡eso es una meta intensiva! ¿Quién va a comprar un álbum R&B de una niña de 14 años de edad?”». Poco después audicionó para el musical 13 de Broadway con el personaje de Charlotte. Allí ganó el primer reconocimiento de su carrera, cuando la National Youth Theatre Association Awards la premió con el galardón a la mejor actriz de reparto, reconociendo su excelente interpretación en el musical. Cuando se unió al musical, tuvo que distanciarse de la Escuela Preparatoria North Broward, pero siguió inscrita; la escuela le enviaba materiales para estudiar con tutores. También cantó varias veces en el club de jazz Birdland de la ciudad de Nueva York.

### 2009-2012:Victoriousy éxito con Nickelodeon

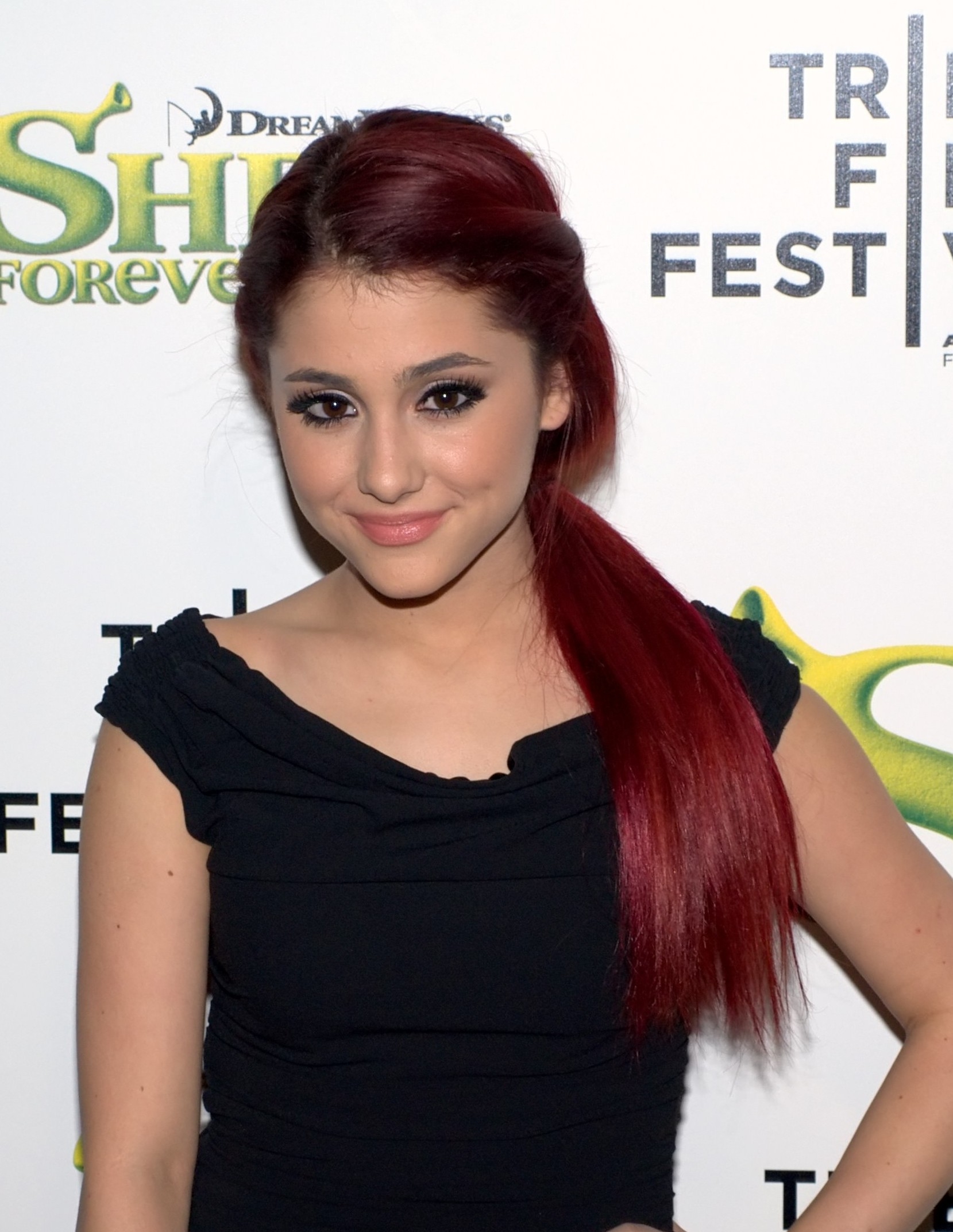
Grande en el Festival de Cine de Tribeca en 2010.

En 2009, Grande audicionó para la serie de Nickelodeon, Victorious en Nueva York, junto a su compañera de reparto de 13, Elizabeth Gillies. En esta sitcom basada en una escuela de artes escénicas llamada Hollywood Arts, Grande interpretó a la «adorable tonta» Cat Valentine. A petición del productor ejecutivo Dan Schneider tuvo que teñirse el cabello de color rojo cada dos semanas, porque Schneider no quiso que todas las chicas del reparto tuvieran el cabello oscuro, y porque pensaba que el cabello rojizo era una característica que encajaría con la personalidad de Cat. La serie empezó a grabarse en octubre de 2009 y fue estrenada el 27 de marzo de 2010, logrando una audiencia de 5.7 millones de espectadores en su estreno, logrando la segunda mayor audiencia para una serie de acción en vivo en toda la historia de Nickelodeon. El papel ayudó a impulsar a Grande al estatus de ídolo adolescente, pero ella estaba más interesada en una carrera musical y dijo que actuar es «divertido, pero la música siempre ha sido lo primero y más importante para mí». El personaje que desempeñó en la serie fue comparado con la desventurada Tai interpretado por Brittany Murphy en la película Clueless de 1995, y fue descrito como «muy impresionante y fácilmente influenciable» pero «generalmente dulce». Durante las grabaciones de la serie, tuvo la oportunidad de compartir set de grabación con diferentes artistas jóvenes que al igual que ella se encontraban en la búsqueda de posibilidades artísticas, algunos de ellos fueron Victoria Justice, Leon Thomas III, Matt Bennett, JC Gonzalez, Jake Farrow, Elizabeth Gillies, entre otros. En ese mismo año, interpretó a Miriam en el musical Cuba Libre, que fue escrito y producido por Desmond Child.
Después de acabada la primera temporada de Victorious, donde predominaron episodios como «The Bird Scene», «Tori The Zombie» y «Survival of the Hottest», Grande quiso enfocarse en una carrera musical, y empezó a trabajar en su álbum debut en agosto de 2010. Para fortalecer su extensión vocal, comenzó a trabajar con el entrenador vocal Eric Vetro. La segunda temporada se estrenó en abril de 2011 ante 6.2 millones de espectadores, convirtiéndose en el episodio mejor calificado del programa. En mayo de 2011, Grande apareció en el video de Greyson Chance para la canción «Unfriend You» de su álbum Hold On 'til the Night (2011), interpretando a su exnovia. Hizo su primera aparición musical en la canción «Give It Up» de la banda sonora de Victorious en agosto de 2011. Grande hizo varias grabaciones de sí misma cantando versiones de canciones de Adele, Whitney Houston, Céline Dion y Mariah Carey, y las subió a YouTube. Un amigo de Monte Lipman, director ejecutivo (CEO) de Republic Records, se encontró con uno de los videos. Impresionado por su voz, envió los enlaces web a Lipman, quien la firmó con un contrato discográfico con Republic. Grande expresó el papel principal en el doblaje en inglés de la película animada en español Snowflake, the White Gorilla en noviembre de 2011. De 2011 a 2013, prestó su voz al hada Princesa Diaspro en once episodios de la serie animada Winx Club en Nickelodeon.

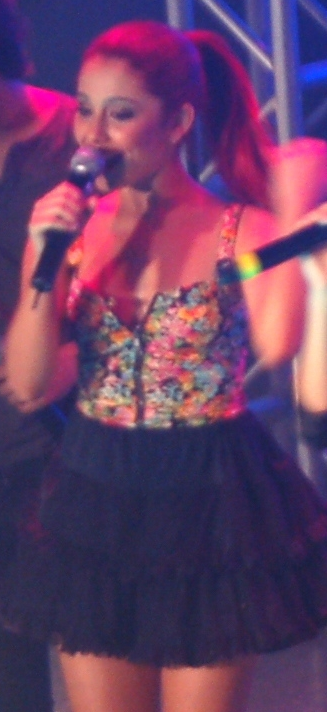
Grande durante un concierto con el elenco de Victorious en 2011.

En diciembre de 2011, Grande lanzó su primer sencillo, «Put Your Hearts Up», que fue grabado para un potencial álbum de pop orientado a adolescentes que nunca se publicó. Más tarde repudió la pista por su sonido bubblegum pop, diciendo que no tenía interés en grabar música de ese género, y se lo hizo saber a su discográfica. Posteriormente, la canción fue certificada oro por la Recording Industry Association of America (RIAA). En una segunda banda sonora, Victorious 2.0, lanzada el 5 de junio de 2012, como un EP, proporcionó voces como parte del elenco del programa para la canción «5 Fingaz to the Face». La tercera y última banda sonora, Victorious 3.0, fue lanzado el 6 de noviembre de 2012, que contó con un dueto de Grande y Victoria Justice titulado «L.A. Boyz», con un video musical adjunto que se lanzó poco después. En diciembre de 2012, Grande colaboró en la versión individual de «Popular Song», a dúo con el cantante y compositor británico Mika.
En 2012, Victorious no fue renovado luego de cuatro temporadas. La temporada final fue estrenada en septiembre de 2012, y el final se emitió en febrero de 2013. Grande interpretó a Blancanieves en la producción de teatro musical estilo pantomima A Snow White Christmas con Charlene Tilton y Neil Patrick Harris en el Pasadena Playhouse. Interpretó a Amanda Benson en Swindle, una adaptación cinematográfica de Nickelodeon de 2013 del libro infantil del mismo nombre. Mientras tanto, Nickelodeon creó Sam & Cat, una serie derivada de iCarly y Victorious protagonizado por Jennette McCurdy y Grande. Grande y McCurdy repitieron sus papeles como Cat Valentine y Sam Puckett en la comedia de situación de amigos, que emparejó a los personajes como compañeras de cuarto que forman un negocio de cuidado de niños después de la escuela. Oficialmente, la serie fue tomado por Nickelodeon el 29 de noviembre de 2012. El piloto salió al aire el 8 de junio de 2013 y la red retomó el programa de inmediato. Al mes siguiente, Nickelodeon duplicó el pedido original de 20 episodios de Sam & Cat para la primera temporada, convirtiéndola en una temporada de 40 episodios. A pesar de su éxito en los índices de audiencia, la serie fue cancelada después de 35 episodios debido a una disputa entre McCurdy y Nickelodeon. El episodio final se emitió el 17 de julio de 2014.

### 2013-2015:Yours TrulyyMy Everything

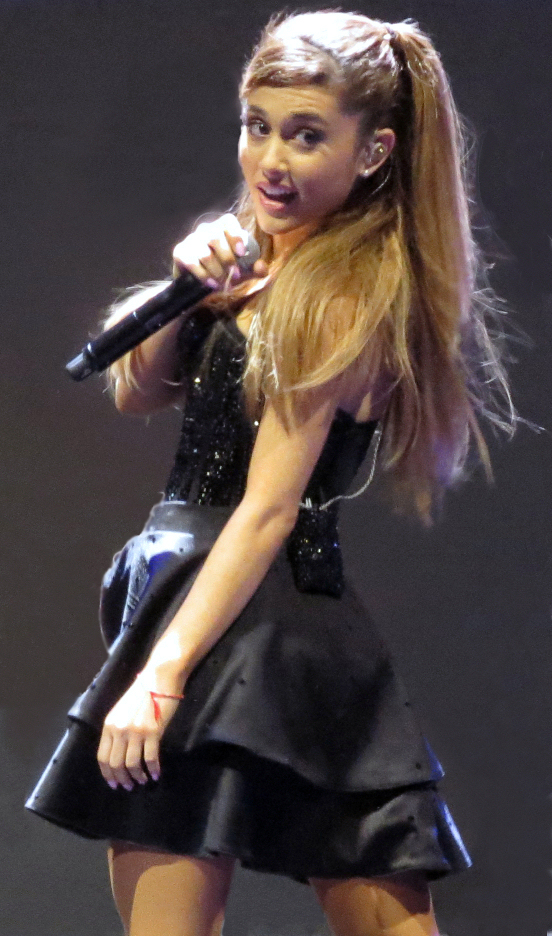
Grande en 2013.

Grande grabó su álbum de estudio debut Yours Truly, originalmente titulado Daydreamin, durante tres años. Fue lanzado el 30 de agosto de 2013 y debutó en el número uno en la lista de álbumes Billboard 200 de Estados Unidos, con 138 000 copias vendidas en su primera semana. Yours Truly también debutó entre los diez primeros en varios otros países, incluidos Australia, el Reino Unido, Irlanda, y los Países Bajos. Su sencillo principal, «The Way», con el rapero de Pittsburgh Mac Miller, debutó en el número diez en el Billboard Hot 100 de Estados Unidos, y finalmente alcanzó el puesto número nueve durante dos semanas. Más tarde, Minder Music demandó a Grande por copiar la línea «What we gotta do right here is go back, back in time» (en español: «Lo que tenemos que hacer aquí es retroceder, retroceder en el tiempo») de la canción de 1972 «Troglodyte (Cave Man)» de The Jimmy Castor Bunch. El segundo sencillo del álbum, «Baby I», fue lanzado en julio. Su tercer sencillo, «Right There», con el rapero de Detroit Big Sean, fue lanzado en agosto de 2013. Alcanzaron respectivamente el puesto 21 y 84 en el Hot 100.
Grande grabó el dueto «Almost Is Never Enough» con Nathan Sykes de The Wanted, que se lanzó como sencillo promocional en agosto de 2013. También se unió a Justin Bieber en su Believe Tour durante tres shows y comenzó su propia mini gira como cabeza de cartel, The Listening Sessions. El 25 de agosto de 2013, Grande hizo su presentación debut en los MTV Video Music Awards 2013 interpretando sus canciones «Baby I» y «The Way» en la previa de la ceremonia. El mes siguiente, la revista Billboard clasificó a Grande en el número cuatro de su lista de Music's Hottest Minors 2013, una clasificación anual de los músicos más populares menores de 21 años. En los American Music Awards de 2013, ganó el premio a mejor nuevo artista del año, además de interpretar la canción «Tattoed Heart» de Yours Truly. Ese mismo mes, fue la artista más mencionada en Twitter, superando a Miley Cyrus, Niall Horan y Harry Styles de One Direction. Lanzó un EP navideño de cuatro canciones, Christmas Kisses, en diciembre de 2013. Grande recibió el premio Artista revelación del año de la Music Business Association, en reconocimiento a sus logros a lo largo de 2013. En enero de 2014, Grande había comenzado a grabar su segundo álbum de estudio, con el cantautor Ryan Tedder y los productores discográficos Benny Blanco y Max Martin. El mismo mes, ganó el premio Artista revelación favorita en los People's Choice Awards 2014. En marzo de 2014, Grande cantó en el concierto de la Casa Blanca, Women of Soul: In Performance at the White House. El mes siguiente, el presidente Barack Obama y la primera dama Michelle Obama invitaron nuevamente a Grande a actuar en la Casa Blanca para el evento Easter Egg Roll.
| Obteniendo su primer número uno en la lista de sencillos de Official Singles es un logro increíble y otro punto de referencia en el continuo éxito global de «Problem». Gracias a los fieles seguidores del Reino Unido, que cuyo apoyo increíble ha hecho sea posible. Este es también su número uno. — Scooter Braun, representante de Grande, sobre el éxito de «Problem». |

Grande lanzó su segundo álbum de estudio My Everything el 25 de agosto de 2014 y debutó en la cima del Billboard 200. Su sencillo principal «Problem» presenta a la rapera australiana Iggy Azalea y se estrenó en los Radio Disney Music Awards 2014 el 26 de abril de 2014. La canción debutó en el número tres (finalmente subiendo al número dos) en el Billboard Hot 100 y debutó en el número uno en el UK Singles Chart, convirtiéndose en el primer sencillo número uno de Grande en el Reino Unido. El segundo sencillo del álbum, «Break Free», con el músico y productor alemán Zedd, alcanzó el puesto número cuatro en los Estados Unidos. Interpretó la canción como apertura de los MTV Video Music Awards 2014 y ganó el premio al mejor video pop por «Problem». Grande y Nicki Minaj proporcionaron voces invitadas en «Bang Bang», el sencillo principal del álbum Sweet Talker de Jessie J, que alcanzó el número uno en el Reino Unido y alcanzó el número tres en los Estados Unidos. Con los sencillos «Problem», «Break Free» y «Bang Bang», Grande se unió a Adele como la única artista femenina con tres sencillos entre los diez primeros simultáneamente en el Hot 100 como artista principal.
Grande fue la intérprete musical de Saturday Night Live, con Chris Pratt como presentador el 27 de septiembre de 2014. Ese mismo mes, se lanzó el tercer sencillo de My Everything, «Love Me Harder», con el artista canadiense The Weeknd, y alcanzó el puesto número siete en los Estados Unidos. La canción se convirtió en su cuarto sencillo entre los diez primeros de 2014, la mayor cantidad de cualquier artista ese año. En noviembre de 2014, Grande apareció en la canción de Major Lazer «All My Love» del álbum de la banda sonora de la película The Hunger Games: Mockingjay - Part 1 (2014). Más tarde, se presentó en los MTV Europe Music Awards 2014 en donde abrió la ceremonia de premios interpretando sus éxitos «Problem» y «Break Free», y obtuvo el galardón a la mejor artista femenina, además de obtener el galardón a la mejor canción por «Problem». Asimismo, se presentó en los Premios Bambi de 2014, en Alemania. Esa noche recibió el galardón a la mejor artista nuevo. El jurado de los Premios Bambi dijo lo siguiente al respecto:

Ariana Grande es una joven cantante con una poderosa voz que sabe cómo combinar el pop, soul, hip-hop y la música electrónica para formar un sonido de baile irresistible. Sus éxitos establecieron nuevos récords en iTunes, sus conciertos agotan boletos y tiene millones de seguidores en Facebook, Twitter, superando el centenar en Instagram. Su inconfundible voz e inusual alcance, que puede extenderse hasta cinco octavas, hacen de ella un talento excepcional de nuestro tiempo.

El mismo mes, Grande lanzó una canción navideña titulada «Santa Tell Me» como sencillo de la reedición de su primer EP navideño, Christmas Kisses (2014). Al mes siguiente, apareció en el tercer álbum de Nicki Minaj, The Pinkprint, con la canción «Get On Your Knees». Más tarde lanzó el quinto y último sencillo de My Everything, «One Last Time», que alcanzó el puesto 13 en los Estados Unidos.
En febrero de 2015, Grande se embarcó en su primera gira mundial de conciertos, The Honeymoon Tour, para promover aún más My Everything, con espectáculos en Norteamérica, Europa, Asia y Sudamérica. Grande apareció en la canción «Adore» de Cashmere Cat, que se lanzó en marzo de 2015. En la primavera, firmó un contrato editorial exclusivo con Universal Music Publishing Group, cubriendo todo su catálogo de música. Grande también filmó un episodio para la serie de telerrealidad de Fox Broadcasting Company Knock Knock Live (2015), pero el programa fue cancelado antes de que se emitiera su episodio. También actuó como invitada en varios episodios de la serie de televisión de comedia y terror de Fox Scream Queens como Sonya Herfmann/Chanel#2 de septiembre a noviembre de 2015. Grabó el dúo «E Più Ti Penso» con el artista italiano Andrea Bocelli, que fue lanzado en octubre de 2015 como el sencillo principal del álbum Cinema de Bocelli (2015), y realizó una versión de la canción «Zero to Hero», originaria de la película animada Hércules (1997), para el álbum recopilatorio We Love Disney (2015). Grande también lanzó su segundo EP navideño, Christmas & Chill en diciembre de 2015.

### 2015-2017:Dangerous Woman
Grande comenzó a grabar canciones para su tercer álbum de estudio, Dangerous Woman, originalmente titulado Moonlight, en 2015. En octubre de ese año, lanzó el sencillo «Focus», inicialmente pensado como el sencillo principal del álbum; la canción debutó en el número siete en el Hot 100. El mes siguiente, la cantante estadounidense Who Is Fancy lanzó el sencillo «Boys Like You», en el que aparece ella y Meghan Trainor. Apareció en la versión remix de «Over and Over Again», una canción del álbum de estudio debut del cantante inglés Nathan Sykes, Unfinished Business, que se lanzó en enero de 2016. Grande hizo un cameo en la película de comedia Zoolander 2, protagonizada por Ben Stiller y Owen Wilson. En marzo de 2016, Grande lanzó «Dangerous Woman» como el sencillo principal del álbum retitulado del mismo nombre. El sencillo debutó en el número diez en el Hot 100, convirtiéndose en la primera artista en tener el sencillo principal de cada uno de sus primeros tres álbumes debutando entre los diez primeros. El mismo mes, Grande apareció como presentadora e invitada musical de Saturday Night Live, donde interpretó «Dangerous Woman» y debutó con el sencillo promocional «Be Alright», que se ubicó en el número 43 en el Hot 100. Grande obtuvo críticas positivas por su aparición en el programa, incluidos elogios por sus impresiones de varios cantantes, algunas de las cuales había hecho en The Tonight Show Starring Jimmy Fallon. Grande ganó una encuesta de votación en línea en Entertainment Weekly como la «mejor presentadora de la temporada». En mayo de 2016, Grande apareció en el final de la décima temporada de The Voice, interpretando el segundo sencillo del álbum, «Into You», que alcanzó el puesto número 13 en los Estados Unidos, e hizo un dueto con Christina Aguilera en «Dangerous Woman». En marzo de 2021, regresó al programa como entrenadora de la vigésimo primera temporada de The Voice; Grande se convirtió en el entrenador mejor pagado en la historia del programa, ganando 25 millones de dólares por temporada. Grande no regresó para la vigésima segunda temporada del programa.
Grande lanzó Dangerous Woman el 20 de mayo de 2016 y debutó en el número dos en el Billboard 200. También debutó en el número dos en Japón, y en el número uno en varios otros mercados, incluidos Australia, los Países Bajos, Irlanda, Italia, Nueva Zelanda y el Reino Unido. Mark Savage, que escribe para BBC News, calificó el álbum como «un disco maduro y seguro». En el Summertime Ball en el Wembley Stadium de Londres en junio, Grande interpretó tres canciones del álbum como parte de su actuación. En agosto, Grande lanzó un tercer sencillo del álbum, «Side to Side», con la rapera Nicki Minaj, su octava entrada entre los diez primeros en el Hot 100, que alcanzó el puesto número cuatro en esa lista. Dangerous Woman fue nominada al premio Grammy al mejor álbum de pop vocal y la canción principal a la mejor interpretación pop solista.

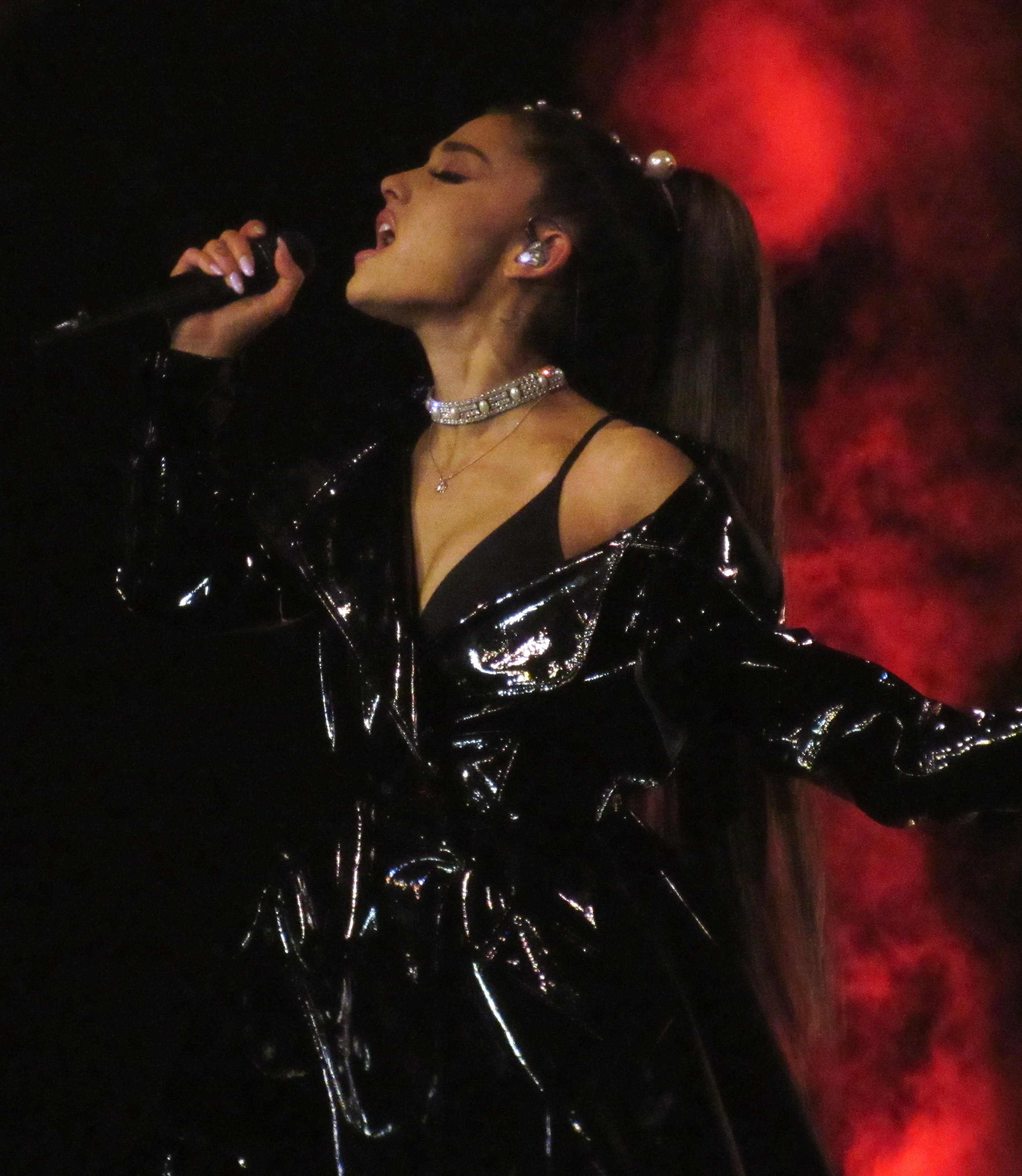
Grande actuando en su gira Dangerous Woman Tour en 2017.

En agosto de 2016, Grande rindió homenaje a la difunta Whitney Houston en el final de temporada de la serie de televisión de ABC Greatest Hits y encabezó la noche de apertura del segundo festival anual de música Billboard Hot 100, interpretando un conjunto de casi una hora de duración sus propias canciones. Además de la música, Grande filmó un comercial para T-Mobile que se estrenó en octubre de 2016 e interpretó a Penny Pingleton en la transmisión de televisión de NBC Hairspray Live!, que se emitió en diciembre de 2016. El mismo mes, Grande y Stevie Wonder aparecieron en el final de temporada de la serie de televisión de competencia estadounidense The Voice, interpretando su colaboración «Faith» de la banda sonora de la película animada de 2016 Sing. «Faith» fue nominada a mejor canción original en la 74.ª edición de los Globos de Oro. A finales de año, Grande participó en el Jingle Ball Tour 2016. Grande grabó la canción principal de la banda sonora de la nueva versión de acción en vivo de 2017 de la película animada de Disney de 1991 Beauty and the Beast. La grabación fue lanzada a dúo con el cantante estadounidense John Legend en febrero de 2017. El mismo mes, Grande se embarcó en su tercera gira de conciertos, Dangerous Woman Tour, para promocionar el álbum relacionado. El 31 de marzo de 2017, Calvin Harris lanzó una canción titulada «Heatstroke» de su álbum Funk Wav Bounces Vol. 1, que contó con Grande, Young Thug y Pharrell Williams. El 27 de abril de 2017, el DJ noruego Cashmere Cat lanzó la quinta canción «Quit» de su álbum debut 9 con Grande.
El 22 de mayo de 2017, su concierto en el Manchester Arena fue objeto de un atentado suicida: una bomba casera cargada de metralla detonada por un extremista islámico cuando la gente salía del estadio. El atentado del Manchester Arena causó 22 muertos y cientos de heridos. Grande suspendió el resto de la gira y realizó un concierto benéfico televisado, One Love Manchester, el 4 de junio, ayudando a recaudar $23 millones para ayudar a las víctimas del atentado y las familias afectadas. El concierto contó con actuaciones de Grande, así como de Liam Gallagher, Robbie Williams, Justin Bieber, Katy Perry, Miley Cyrus y otros artistas. Para reconocer sus esfuerzos, el Ayuntamiento de Mánchester nombró a Grande como la primera ciudadana honoraria de Mánchester. La gira se reanudó el 7 de junio en París y finalizó en septiembre de 2017. En agosto de 2017, Grande apareció en un episodio de Apple Music Carpool Karaoke, cantando canciones de teatro musical con el artista estadounidense Seth MacFarlane. En diciembre de 2017, la revista Billboard la nombró «Artista femenina del año».

### 2018-2019:SweeteneryThank U, Next
Grande comenzó a trabajar en canciones para su cuarto álbum de estudio, Sweetener, con Pharrell Williams en 2016, pero «los eventos en Manchester dieron un reinicio completo a las expectativas del proyecto». Grande lanzó «No Tears Left to Cry» como el sencillo principal de Sweetener en abril de 2018, con la canción debutando en el número tres en el Hot 100, convirtiendo a Grande en la única artista que ha debutado el primer sencillo de cada uno de sus primeros cuatro álbumes entre los diez primeros del Hot 100. En junio de 2018, apareció en «Bed», el segundo sencillo del cuarto álbum de estudio de Nicki Minaj, Queen. El mismo mes, apareció en el sencillo «Dance to This» de Troye Sivan de su segundo álbum Bloom. El segundo sencillo, «God Is a Woman», alcanzó el puesto número 8 en el Hot 100 y se convirtió en el décimo sencillo entre los diez primeros de Grande en los Estados Unidos. Lanzado en agosto de 2018, Sweetener debutó en el número uno en el Billboard 200 y recibió elogios de la crítica. Simultáneamente registró nueve canciones del álbum en el Hot 100, junto con una colaboración, convirtiéndola en la cuarta artista femenina en alcanzar la marca de las diez canciones. Grande dio cuatro conciertos para promocionar el álbum, anunciado como The Sweetener Sessions, en la ciudad de Nueva York, Chicago, Los Ángeles y Londres entre el 20 de agosto y el 4 de septiembre de 2018. En octubre de 2018, Grande participó en la transmisión de NBC A Very Wicked Halloween, cantando «The Wizard and I» del musical Wicked. Al mes siguiente, la BBC emitió un especial de una hora, Ariana Grande at the BBC, con entrevistas y actuaciones.

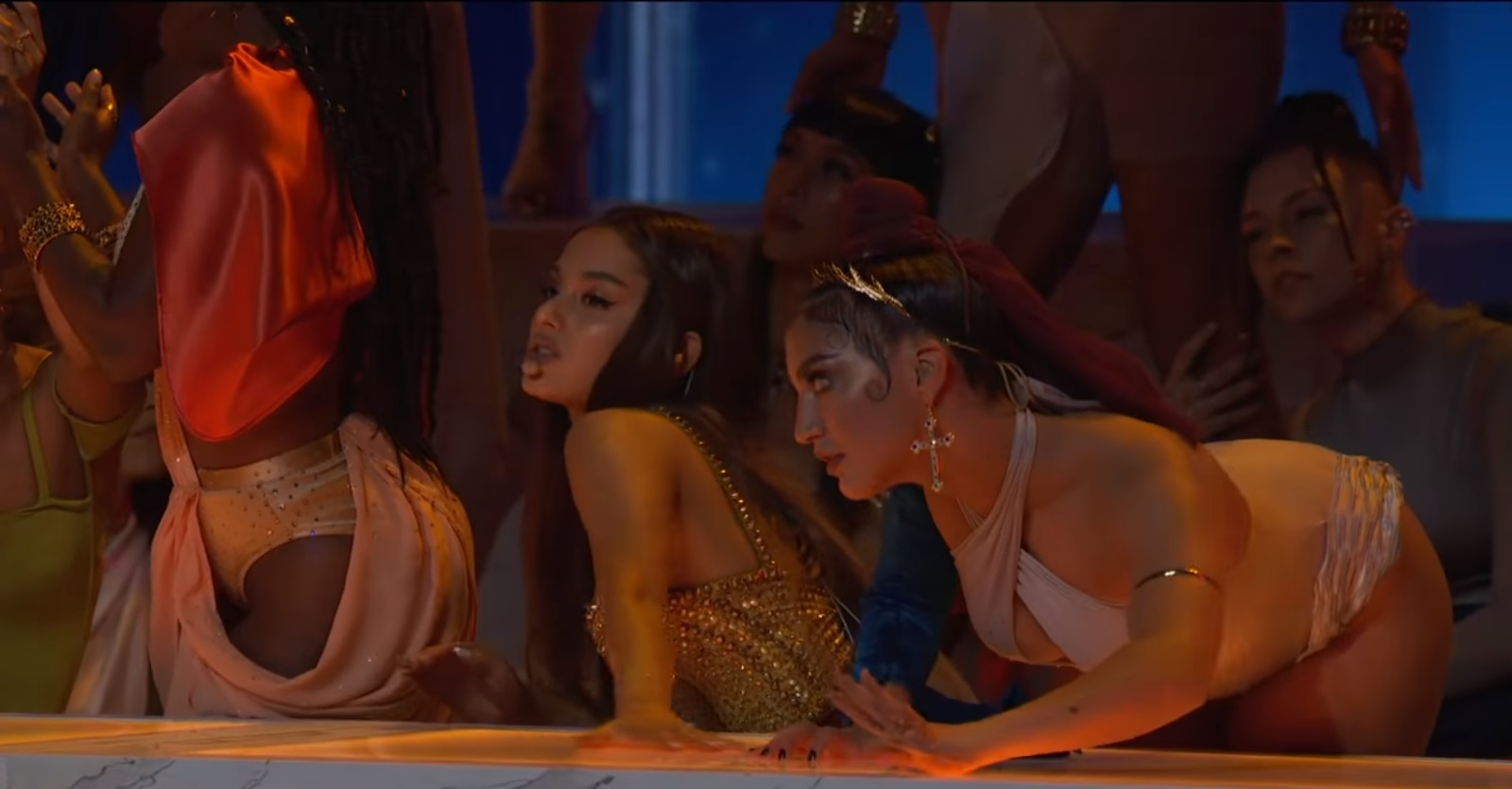
Ariana Grande cantando «God Is a Woman» en los MTV Video Music Awards de 2018 en la ciudad de Nueva York.

En noviembre de 2018, Grande lanzó el sencillo «Thank U, Next» y anunció su quinto álbum de estudio del mismo nombre. La canción debutó en el número uno en el Billboard Hot 100, convirtiéndose en el primer sencillo de Grande en llegar a la cima de las listas en los Estados Unidos, pasando siete semanas no consecutivas en la cima. Desde entonces, ha sido certificado cinco veces platino en los Estados Unidos; el video musical de la canción rompió récords de video musical más visto en YouTube dentro de las 24 horas posteriores al lanzamiento y el video de Vevo más rápido en alcanzar los 100 millones de visitas en YouTube, los cuales fueron superados posteriormente por otros artistas. En Spotify, se convirtió en la canción más rápida en alcanzar los 100 millones de reproducciones (11 días) y la canción más reproducida por una artista femenina en un período de 24 horas, con 9.6 millones de reproducciones, antes de ser superada por su propia canción «7 Rings» (casi 15 millones de streams). Más tarde ese mismo mes, Grande lanzó, en colaboración con YouTube, una docuserie de cuatro partes titulada Ariana Grande: Dangerous Woman Diaries. Muestra detrás de escena y material del concierto de la gira Dangerous Woman Tour de Grande, incluidos momentos del concierto One Love Manchester, y sigue su vida profesional durante la gira y la realización de Sweetener. La serie se estrenó el 29 de noviembre de 2018. A finales de año, se convirtió en la artista femenina con más reproducciones en Spotify, y fue nombrada mujer del año de Billboard. En enero de 2019, se anunció que Grande encabezaría el Festival de Música y Artes de Coachella Valley, donde se convirtió en la artista más joven y la cuarta en encabezar el festival. Tuvo lugar del 12 al 14 de abril y del 19 al 21 de abril. Grande trajo a varios artistas invitados para actuar con ella, incluidos NSYNC, P. Diddy, Nicki Minaj y Justin Bieber. Su set ha recibido elogios de la crítica.
El segundo sencillo de Grande de Thank U, Next, «7 Rings», fue lanzado el 18 de enero de 2019 y debutó en el número uno en el Hot 100 durante la semana del 2 de febrero, convirtiéndose en su segundo sencillo consecutivo (y en general) para encabezar las listas. Hizo de Grande la tercera artista femenina con múltiples debuts número uno después de Mariah Carey (3) y Britney Spears (2) y la quinta artista en general después de Justin Bieber y Drake. La canción rompió varios récords de la industria de grabación y transmisión. Pasando ocho semanas no consecutivas en el número uno, se convirtió en la canción más exitosa de Grande en la lista y uno de los sencillos más vendidos en todo el mundo. Thank U, Next se lanzó el 8 de febrero de 2019 y debutó en el número uno en el Billboard 200 mientras recibía elogios de la crítica. Rompió los récords de la semana de transmisión más grande para un álbum pop y para un álbum femenino en los Estados Unidos con 307 millones de transmisiones a pedido.
Grande se convirtió en la primera solista en ocupar los tres primeros lugares en el Hot 100 con «7 Rings» en el número uno, su tercer sencillo «Break Up with Your Girlfriend, I'm Bored» debutando en el número dos y su sencillo principal «Thank U, Next» subió al número tres, y el segundo artista en hacerlo desde que The Beatles lo hicieron en 1964 cuando ocuparon los cinco primeros lugares. En el Reino Unido, Grande se convirtió en la segunda solista femenina en ocupar simultáneamente los puestos número uno y dos, y la primera artista musical en reemplazarse a sí misma en el número uno, dos veces consecutivas. En febrero de 2019, se informó que Grande no asistiría a los Premios Grammy después de que tuvo un desacuerdo con los productores sobre una posible actuación en la ceremonia. Grande terminó ganando su primer Grammy, por mejor álbum vocal pop, por Sweetener. El mismo mes, Grande ganó un Premio Brit como artista solista femenina internacional. También se embarcó en su tercera gira principal, Sweetener World Tour, para promocionar tanto Sweetener como Thank U, Next, que comenzó el 18 de marzo de 2019. Grande fue nominada a nueve premios en los Billboard Music Awards 2019, incluido el de mejor artista. El 1 de mayo de 2019, ganaría dos premios por Billboard Chart Achievement y mejor artista femenina. Grande actuó en el evento a través de una actuación pregrabada de su gira mundial Sweetener World Tour.
En junio de 2019, Grande anunció que coproductora ejecutiva de la banda sonora de la película Charlie's Angels; una colaboración con Miley Cyrus y Lana Del Rey, titulada «Don't Call Me Angel», fue lanzada como sencillo principal el 13 de septiembre de 2019. Más tarde fue nominada a mejor canción original en la 24.ª edición de los Premios Satellite. En agosto de 2019, lanzó un sencillo titulado «Boyfriend» con el dúo pop Social House. Grande coescribió el sencillo debut en solitario de la cantante Normani, «Motivation», que se lanzó el 16 de agosto de 2019. Grande ganó tres premios en los MTV Video Music Awards 2019, incluido el premio al artista del año. Fue nominada a 12 premios en total, incluido el video del año por «Thank U, Next». Grande apareció en el remix de la canción «Good as Hell» de la rapera y cantante estadounidense Lizzo, que se lanzó el 25 de octubre de 2019. A finales de año, Billboard nombró a Grande como la artista femenina más exitosa en debutar en la década de 2010, mientras que NME la nombró una de las artistas musicales definitorias de la década. También se convirtió en la artista femenina más reproducida de la década en el servicio de transmisión de música Spotify. Además, Forbes la clasificó entre las celebridades mejor pagadas en 2019, ubicándose en el puesto 62 de la lista, mientras que Billboard la clasificó como la solista mejor pagada de 2019.

### 2020-2023:Positions + Yours Truly (Tenth Anniversary Edition)
En enero de 2020, Grande recibió múltiples nominaciones en los iHeartRadio Music Awards 2020, incluida artista femenina del año. Al mes siguiente, hizo una aparición especial en la segunda temporada de la serie de televisión estadounidense Kidding, protagonizada por Jim Carrey. El 27 de marzo de 2020, apareció en el cuarto álbum de estudio de Childish Gambino 03.15.20 en la pista «Time». Grande y Justin Bieber lanzaron una canción en colaboración titulada «Stuck with U» el 8 de mayo de 2020; Las ganancias netas de las ventas de la canción se donaron a First Responders Children's Foundation a la luz de la pandemia de COVID-19. La canción debutó en el número uno en el Billboard Hot 100, convirtiéndose en el tercer sencillo de Grande que encabeza las listas. Junto a Bieber, ambos artistas empataron a Mariah Carey y Drake con la mayor cantidad de canciones para debutar en el número uno en el Hot 100; Grande es la primera artista en tener su primer debut en tres números uno en la cima, después de «Thank U, Next» y «7 Rings». Grande también lanzó una colaboración con Lady Gaga, «Rain on Me», como el segundo sencillo del sexto álbum de estudio de Gaga, Chromatica. La canción también debutó en el número uno en el Hot 100, convirtiéndose en el cuarto sencillo número uno de Grande y ayudando a Grande a romper el récord de la mayor cantidad de debuts número uno en esa lista. La canción ganó la categoría de mejor interpretación de pop de dúo/grupo en la 63.ª edición de los Premios Grammy. En 2020, Grande se convirtió en la mujer con mayores ingresos en la música en la lista de 2020 Celebrity 100 de Forbes, ubicándose en el puesto 17 en general con $72 millones. En los MTV Video Music Awards de 2020, fue nominada a nueve premios tanto por «Stuck with U» (con Bieber) como por «Rain on Me» (con Gaga). Por este último, Grande recibió su tercera nominación consecutiva por vídeo del año. Ganó cuatro premios, incluida la canción del año por «Rain on Me».
El sexto álbum de estudio de Grande, Positions, fue lanzado el 30 de octubre de 2020. Debutó en el número uno en el Billboard 200, convirtiéndose en el quinto álbum número uno de Grande. El sencillo principal homónimo fue lanzado el 23 de octubre. Debutó en el número uno en el Hot 100, convirtiéndose en el quinto sencillo de Grande que encabeza las listas de éxitos y rompiendo numerosos récords. Grande se convirtió en la primera artista en tener cinco debuts número uno en el Hot 100 y la primera en tener sus primeros cinco debuts número uno en la cima. «Positions» se convirtió en su tercer sencillo número uno en 2020 después de «Stuck with U» y «Rain on Me», convirtiendo a Grande en la primera artista desde Drake en tener tres sencillos número uno en un solo año calendario y la primera artista femenina en hacerlo desde Rihanna y Katy Perry en 2010. Junto con el lanzamiento de Positions, la canción del álbum «34+35» sirvió como el segundo sencillo del álbum. La canción debutó en el número 8, convirtiéndose en el decimoctavo sencillo entre los diez primeros de Grande. Grande lanzó un remix «34+35» con las raperas estadounidenses Doja Cat y Megan Thee Stallion el 15 de enero de 2021. El remix ayudó a que la canción alcanzara un nuevo puesto en el número dos, la canción con las listas más altas acreditada a tres o más solistas femeninas en el Hot 100 desde «Lady Marmalade» de Christina Aguilera, Mýa, Pink y Lil' Kim en 2001. El remix fue una de las cinco pistas adicionales incluidas en la edición de lujo de Positions, lanzada el 19 de febrero de 2021. Grande fue nombrado el artista más reproducido en las estaciones de iHeartRadio en 2021, alcanzando los 2600 millones de audiencia.
El 14 de octubre de 2020, se anunció que Grande aparecería junto a Leonardo DiCaprio, Jennifer Lawrence y Meryl Streep en Don't Look Up de Adam McKay. La película se estrenó en el servicio de transmisión Netflix, el 24 de diciembre de 2021. Con transmisiones de más de 152 millones de horas en una semana, rompió el récord de la mayor semana de vistas en la historia de Netflix. Para promocionar la película, Grande lanzó la canción «Just Look Up», en colaboración con el rapero Kid Cudi, el 3 de diciembre de 2021. En la 27.ª edición de los Premios de la Crítica Cinematográfica, Grande recibió nominaciones en las categorías mejor canción y mejor reparto, como parte del elenco. También recibió una nominación en la 28.ª edición de los Premios del Sindicato de Actores por mejor reparto. El 13 de noviembre de 2020, Grande hizo una aparición sorpresa en el Festival Adult Swim, actuando junto al artista musical Thundercat, interpretando su canción «Them Changes», que Grande había versionado anteriormente. Grande y Jennifer Hudson también aparecieron en un remix de la canción de Navidad de 2010 de Mariah Carey «Oh Santa!». La canción fue lanzada el 4 de diciembre de 2020, como parte del Mariah Carey's Magical Christmas Special. Grande lanzó la película del concierto para su gira mundial Sweetener World Tour, Excuse Me, I Love You, el 21 de diciembre de 2020, exclusivamente en Netflix.
En abril, Grande apareció en un remix de «Save Your Tears» de The Weeknd. El remix alcanzó el número uno en el Billboard Hot 100, convirtiéndose en el sexto sencillo número uno de ambos artistas. Se unió a Paul McCartney como los únicos artistas en ganar tres dúos número uno en dicha lista. El remix también se convirtió, con 69 semanas, en una de las canciones con más semanas totales en la lista. Grande y The Weeknd interpretaron «Save Your Tears» juntos en los iHeartRadio Music Awards 2021. En junio, Grande apareció en la canción «I Don't Do Drugs» del tercer álbum de estudio de Doja Cat Planet Her. Su contribución como compositora y artista destacada en la canción le valió a Grande una nominación a álbum del año en la 64.ª edición de los Premios Grammy. Más tarde ese mes, debutó con siete presentaciones en vivo en Vevo. Grande actuó virtualmente como el acto principal del «Rift Tour» en el videojuego Fortnite del 6 al 8 de agosto de 2021. Forbes estimó que Grande ganaría más de $20 millones solo con las ventas de mercancías. El concierto atrajo a 78 millones de jugadores, superando el récord de Travis Scott de 11.7 millones de visitas para su propio concierto, y ayudó a impulsar un aumento en las transmisiones de las canciones incluidas en su set.
El 25 de agosto de 2023, Grande lanzó una reedición de su álbum de estudio debut, Yours Truly "(Tenth Anniversary Edition)".

### 2024-presente:Eternal SunshineyWicked
El 27 de noviembre de 2023, la cantante comenzó una serie de publicaciones en las que fue dando pistas sobre su séptimo trabajo discográfico, subiendo una foto en el estudio. Luego siguió dando pistas cada día que terminaba en «7», a las 7:00 de la mañana (Pacific Standard Time). El día 7 de diciembre de 2023, subió las primeras fotos en el estudio, acompañada de productores como Max Martin, el cual el participó en la canción «God Is a Woman» y en varias canciones. El 17 de diciembre de 2023, publicó un video en el estudio, acompañada de productores. El 27 de diciembre de 2023, Ariana envió 7 paquetes a fans que contenían una foto, y en el reverso de la foto, ponía «see you next year» escrito a mano, con un lápiz labial de su propia marca de maquillaje, r.e.m beauty, en el tono «attention» en rojo. Ese mismo día subió una serie de fotos y videos dando a entender que ya había terminado el disco, y en la descripción de la foto, Grande puso «see you next year». 
El 7 de enero de 2024, a las 6:30 de la mañana (Pacific Standard Time), comenzó a poner partes de la portada en la cuenta secundaria llamada «sweetener» y a las 7:00 de la mañana (Pacific Standard Time) subió la portada completa de su nuevo single, llamado «Yes, And?» el cual fue publicado el 12 de enero de 2024 debutando en el puesto número uno del Billboard Hot 100. El 16 de febrero, publicó un remix de "Yes, And?" junto a Mariah Carey. Un día más tarde anunció su séptimo álbum de estudio, Eternal Sunshine. El álbum fue lanzado el 8 de marzo, junto al segundo sencillo y su video musical, «We Can't Be Friends (Wait for Your Love)».
En noviembre de 2021, se anunció que Grande interpretaría a Glinda en la adaptación cinematográfica en dos partes del musical Wicked, dirigida por Jon M. Chu y protagonizada junto a Cynthia Erivo, quien sería elegida para interpretar a Elphaba.
La película sigue la historia de amistad entre Elphaba y Glinda, interpretadas por Erivo y Grandes. Juntas, enfrentan desafíos y se embarcan en una aventura mágica dentro del mundo de Oz, antes de que Dorothy llegue. Los espectadores pueden ver la evolución de su relación, desde sus primeros encuentros en la Universidad de Shiz hasta su trascendente destino como la Bruja Malvada del Oeste y la Bruja Buena del Norte.
La producción cuenta con las canciones icónicas como «Defying Gravity», «Popular» y «For Good», interpretadas por Erivo y Grande. La música, compuesta por Stephen Schwartz, fue enriquecida con nuevos arreglos de producción para adaptarse al formato cinematográfico, brindando una experiencia auditiva emocionante y envolvente. Universal Pictures estrenó la primera parte de Wicked el 22 de noviembre de 2024 y anunció que Wicked: For Good llegaría a cines a finales de 2025.

## Estilo musical

### Influencias y estilo musical

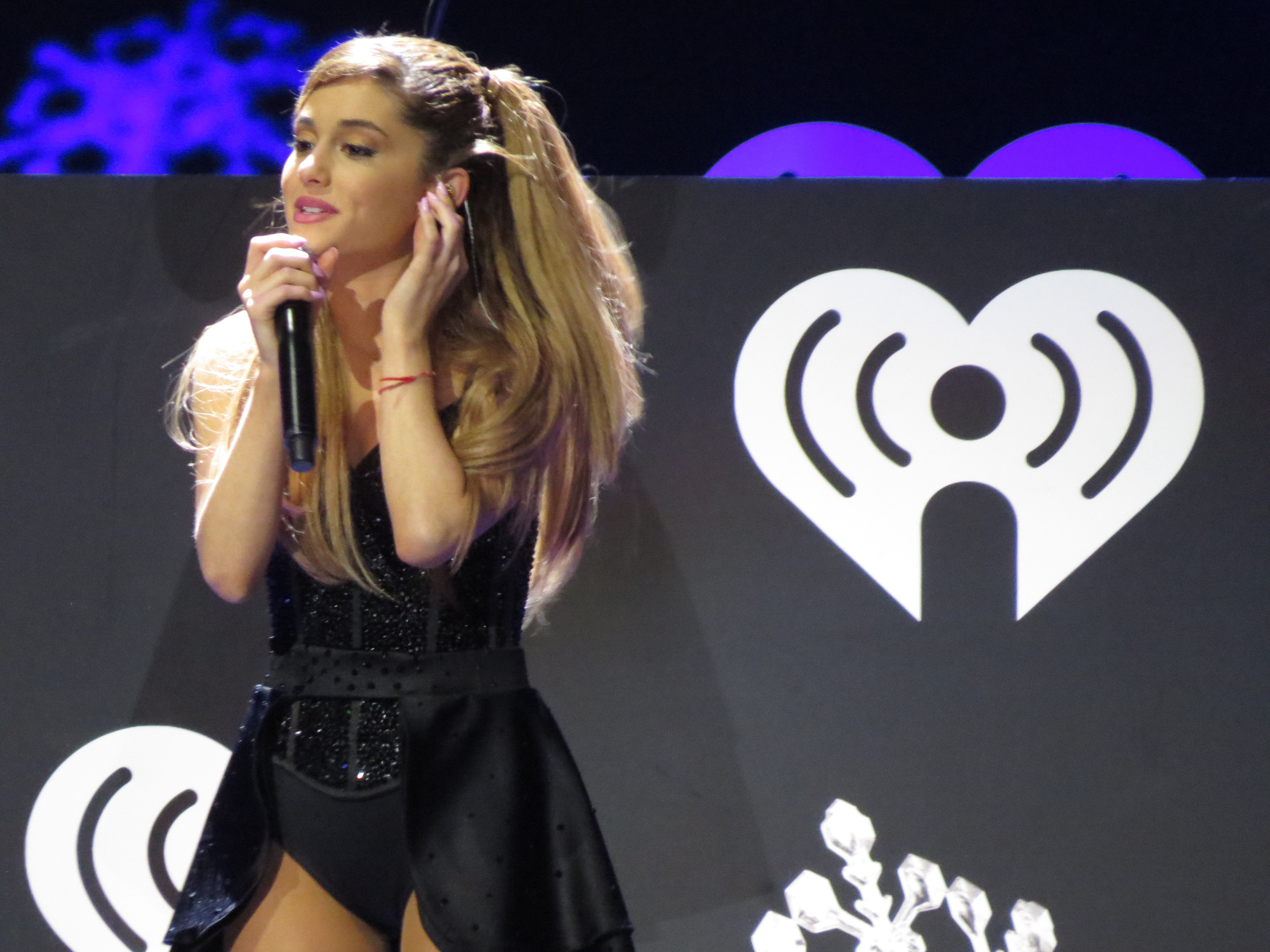
Grande en el 93.3 FLZ Jingle Ball en Tampa Bay en diciembre de 2013.

La música de Grande es generalmente pop y R&B con elementos de EDM, hip hop, y trap, este último apareció por primera vez de manera prominente en su EP Christmas & Chill. Mientras mantiene consistentemente los tonos pop-R&B, ha incrementado la incorporación de la trampa en su música a medida que su carrera ha progresado, gracias a su trabajo con el productor discográfico Tommy Brown. Ha colaborado con Brown en todos los álbumes hasta el momento y afirmó que «una de las cosas que más me gusta de trabajar con Tommy es que ninguno de los ritmos que me toca suena igual». Grande aprendió a ser ingeniera de sonido y producir su propia voz porque «le encanta participar» en cada proyecto, revelando que Mac Miller le enseñó a usar la estación de trabajo de audio digital Pro Tools. El colaborador Justin Tranter comentó que se sintió inspirado al ver cuán involucrada está Grande en la creación de su música «desde la escritura hasta la visión, la narración e incluso la ingeniería y la composición de su propia voz». Ha coescrito canciones que abordan una amplia variedad de temas, como el amor, el sexo, la riqueza, las rupturas, la independencia, el empoderamiento, el amor propio y superar el pasado.
El álbum debut de Grande, Yours Truly, fue elogiado por recrear el «ambiente y la sensación de los 90» del R&B con la ayuda del compositor y productor Babyface. Su disco de seguimiento, My Everything, fue descrito como una evolución hacia un nuevo sonido que explora los géneros EDM y electropop. Grande expandió el sonido pop y R&B en su tercer álbum, Dangerous Woman, que fue elogiado por Los Angeles Times por integrar elementos de diferentes estilos, incluyendo reggae-pop («Side to Side»), dance-pop («Be Alright»), y fusión de guitarra y trap («Sometimes»). El trap-pop aparece más en su cuarto y quinto álbum de estudio, Sweetener y Thank U, Next. En Sweetener, Elias Leight de Rolling Stone opina que Grande «fijó su mirada en conquistar el trap, las líneas de bajo salvajes y los enjambres nerviosos de programación de batería» y «abraza el sonido del hip-hop sureño más duro», explorando la música funk con temas de amor y prosperidad. Craig Jenkins de Vulture notó que Grande cambió su estilo musical a trap y hip hop con matices de R&B en Thank U, Next, con letras sobre rupturas, empoderamiento y amor propio. Su sexto álbum, Positions, explora aún más el sonido R&B y trap-pop de Sweetener y Thank U, Next, con letras que hablan sobre el sexo y el romance.

### Influencias
Grande creció escuchando principalmente pop urbano y música de los 90. Mariah Carey y Whitney Houston son sus mayores influencias vocales: «Amo a Mariah Carey. Ella es, literalmente, mi ser humano favorito en el planeta. Y, por supuesto, Whitney [Houston] también. En cuanto a las influencias vocales, Whitney y Mariah prácticamente cúbrelo». Le dio crédito a Gloria Estefan por inspirarla a seguir una carrera musical, después de que Estefan viera y felicitara la actuación de Grande en un crucero cuando tenía ocho años. Además de Carey y Houston, las otras influencias clave de Grande incluyen a Destiny's Child, Christina Aguilera, Beyoncé, Celine Dion y Madonna. Reflexiona sobre su infancia publicando videos de ella misma cantando canciones del álbum de Dion Let's Talk About Love (1997) en sus redes sociales. Grande le da crédito a Madonna por «abrirme el camino a mí y también a todas las demás artistas femeninas» y admitió estar «obsesionada con toda su discografía».
Grande elogió la estructura de la canción «intrincada» de Imogen Heap. Ha nombrado a Judy Garland como una influencia de su niñez, admirando su habilidad para contar «una historia cuando canta»; y dice que «Over the Rainbow» fue una de las primeras canciones que recuerda haber cantado porque «The Wizard of Oz siempre fue mi película favorita cuando era más joven». El productor musical y colaborador de Grande, Savan Kotecha, ha declarado en múltiples entrevistas que él y Grande fueron influenciados por Lauryn Hill, cuando crearon su cuarto álbum Sweetener, así como la canción «No Tears Left to Cry». Kotecha le dijo a Variety que «estábamos escuchando a Lauryn Hill sobre los cambios de acordes y por qué nos ceñimos a cuatro acordes todo el tiempo».
Musicalmente, Grande admira a India Arie porque su «música me hace sentir que todo va a estar bien» y ama las canciones de Brandy porque «sus riffs son increíblemente acertados». También ha expresado su admiración por los raperos que impactan la industria de la música sin una fecha de lanzamiento planificada, diciéndole a Billboard: 

Mi sueño siempre ha sido ser, obviamente, no un rapero, pero, como, sacar música de la manera en que lo hace un rapero. Siento que hay ciertos estándares que las mujeres pop están sujetos a que los hombres no lo están. [...] Es como, «Bruh, solo quiero [...] lanzar [música] como lo hacen estos chicos».

Eso la inspiró a lanzar «Thank U, Next» sin ningún anuncio previo, que The Ringer llamó «más un movimiento de Drake que un movimiento de Ariana Grande».

### Voz
Grande es una soprano lírica ligera, que posee un rango vocal de cuatro octavas y un registro de silbidos. Con el lanzamiento de Yours Truly, los críticos compararon a Grande con Mariah Carey debido a su amplio rango vocal, sonido y material musical. Julianne Escobedo Shepherd de Billboard escribió que tanto Carey como Grande tienen «el talento para dejar que sus voces hablen [...] ahí no es donde terminan las similitudes. [...] Grande lo está subvirtiendo con vestidos lindos, cómodos y a la moda con una inclinación femenina». Grande respondió a las comparaciones: «[E]s un gran cumplido, pero cuando escuches mi álbum completo, verás que el sonido de Mariah es muy diferente al mío». Steven J Horowitz de Billboard escribió en 2014: «Con su segundo álbum, la cantante de “Problem” ya no se parece a [Carey], y está bien».
Mark Savage de BBC News comentó: «Grande es uno de los cantantes pop más intrigantes y talentosos. Una artista magnética con un control vocal inigualable». En The New York Times, Jon Pareles escribió que la voz de Grande «puede ser sedosa, entrecortada o cortante, atravesando melismas largos o lanzando frases cortas de R&B; siempre es flexible y suspendida en el aire, nunca forzada». El compositor y dramaturgo Jason Robert Brown se dirigió a Grande en un artículo de la revista Time de 2016: «No importa cuánto te subestimen [...] vas a abrir la boca y va a salir ese sonido increíble. Ese instrumento extraordinario, versátil e ilimitado que permite cerrar toda objeción y todo obstáculo».

## Imagen pública

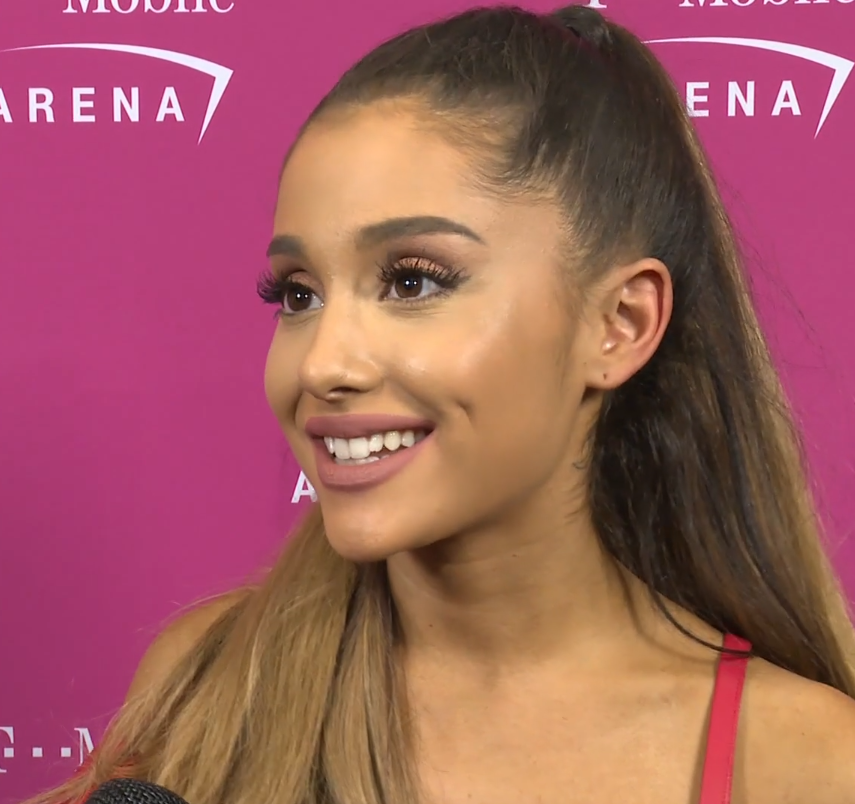
Grande durante una entrevista en 2016, con su característico peinado de cola de caballo alta.

Grande citó a Audrey Hepburn como una gran influencia de estilo en sus primeros años de fama, pero comenzó a encontrar que emular el estilo de Hepburn era «un poco aburrido» a medida que avanzaba su carrera. También se inspiró en actrices de las décadas de 1950 y 1960, como Ann-Margret, Nancy Sinatra y Marilyn Monroe. La apariencia modesta de Grande al principio de su carrera se describió como «apropiada para su edad» en comparación con los artistas contemporáneos que crecieron a la vista del público. Jim Farber, del New York Daily News, escribió en 2014 que Grande recibió menos atención «por lo poco que usa o por lo gráficamente que se mueve que por cómo canta». Ese año, abandonó su estilo anterior y comenzó a usar faldas cortas y crop tops con botas hasta la rodilla en presentaciones en vivo y eventos de alfombra roja. También comenzó a usar orejas de gato y conejo con regularidad. En los últimos años, comenzó a usar chaquetas y sudaderas con capucha de gran tamaño. El estilo de Grande a menudo es imitado por personas influyentes y celebridades de las redes sociales. Después de años de teñirse el cabello de rojo para el papel de Cat Valentine, Grande usó extensiones mientras su cabello se recuperaba del daño. Anne T. Donahue de MTV News señaló que su cola de caballo alta «icónica» ha recibido más atención que sus elecciones de moda.
Aunque Grande recibió críticas por supuestas interacciones descorteses con reporteros y fanáticos en 2014, desestimó los informes como «representaciones extrañas e inexactas». Rolling Stone escribió: «Algunos pueden gritar “diva”, pero también es Grande quien simplemente toma una posición para no permitir que otros controlen su imagen». En julio de 2015, Grande generó controversia después de que se la viera en un video de vigilancia en una tienda de donas lamiendo las donas que estaban en exhibición y diciendo «Odio a los estadounidenses. Odio a Estados Unidos. Esto es repugnante», refiriéndose a una bandeja de donas. Posteriormente, se disculpó y dijo que está «MUY orgullosa de ser estadounidense» y que sus comentarios se referían más bien a la obesidad en los Estados Unidos. Más tarde lanzó un video de disculpa por «portarse mal». El incidente fue parodiado por The Muppets y apareció en la versión de Saturday Night Live de Miley Cyrus de «My Way», sobre los arrepentimientos del verano de 2015. La propia Grande se burló del incidente mientras presentaba Saturday Night Live en 2016 y dijo: «Muchas estrellas infantiles terminan consumiendo drogas, o en la cárcel, o embarazadas, o las atrapan lamiendo una dona que no pagaron». En 2020, dijo que dejó de hacer entrevistas por un tiempo por temor a que sus palabras fueran malinterpretadas y la tildaran de «diva».
Grande tiene muchos seguidores en las redes sociales y es una de las celebridades más influyentes en Internet. A partir de julio de 2021, su canal de YouTube tiene más de cincuenta millones de suscriptores y sus videos musicales han sido vistos un total de más de 21 000 millones de veces; su perfil de Spotify ha acumulado más de setenta y cinco millones de seguidores, lo que la convierte en la segunda artista más seguida y la mujer más seguida; su cuenta de Instagram tiene más de trescientos millones de seguidores, lo que la sitúa entre las diez personas más seguidas y la tercera mujer más seguida; su cuenta de Twitter, ahora desactivada, tenía más de ochenta millones de seguidores, lo que la convertía en la séptima cuenta con más seguidores; su página de Facebook tiene más de cuarenta millones de seguidores, y su TikTok tiene 26.3 millones de seguidores. En mayo de 2021, Visual Capitalist clasificó a Grande como la principal mujer influyente en las redes sociales del mundo.
A menudo considerada como un ícono pop y artista de triple amenaza, varias figuras de cera de Grande se encuentran en los museos de cera Madame Tussauds en las principales ciudades del mundo, incluida Nueva York, Orlando, Ámsterdam, Bangkok, Hollywood y Londres.

## Impacto e influencia

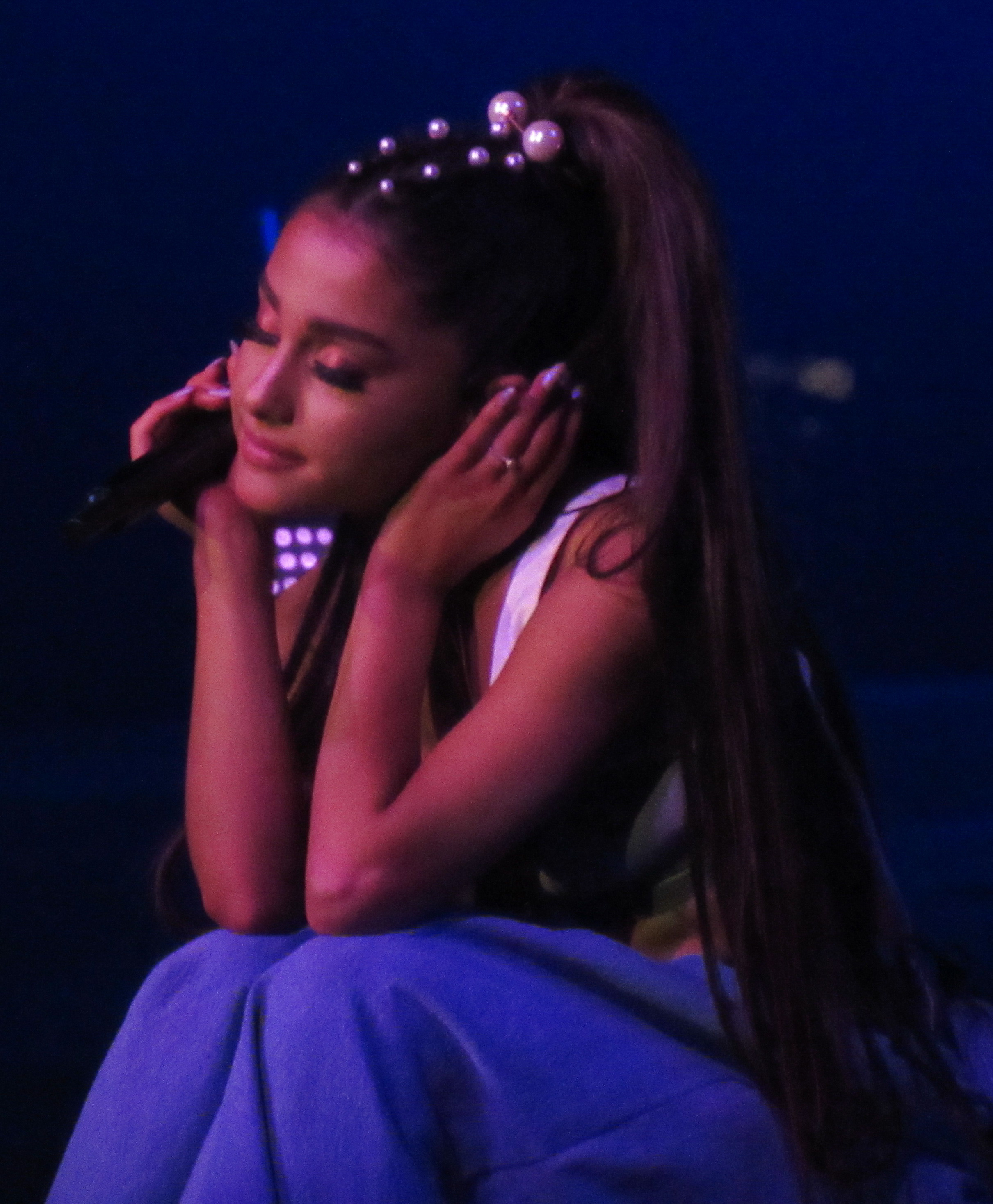
Grande cantando en su Dangerous Woman Tour en 2017.

Nombrada en varias revistas como «Diva Suprema del pop» y «Diva del Pop Reinante de la época», Grande es acreditada por «redefinir las reglas de la música pop» al crear discografía nueva como un artista rap lo haría: de manera sucesiva en sus álbumes Sweetener (2018), Thank U, Next (2019) y Positions (2020), inspirando a artistas como Taylor Swift, Miley Cyrus, Lana Del Rey, Ed Sheeran entre otros a hacer lo mismo. Su canción «Santa Tell Me» ha sido denominada como un «clásico navideño moderno» por su popularidad en los servicios de transmisión de música a lo largo de los años durante la temporada navideña, llevando a catalogar a Grande como «Princesa de la Navidad».
En 2016 y 2019, Grande fue nombrada una de las 100 personas más influyentes del mundo por Time. En 2017, Celia Almeida del Miami New Times escribió que de todas las estrellas pop más grandes de los últimos veinte años, Grande hizo la transición más convincente «de ingenua a artista independiente». En 2020, la revista Bloomberg la nombró «Primera diva del pop de la generación del streaming» en 2020. Grande también fue incluida en la lista de Pitchfork de «Los 200 artistas más importantes de los primeros 25 años de Pitchfork» por «surgir con música que impulsó su arte más allá al afirmar una trifecta mágica de esperanza, alegría y una voz potente». Su canción «Thank U, Next» se incluyó en la revisión de 2021 de Rolling Stone de sus 500 mejores canciones de todos los tiempos. En 2023, la revista incluyó a Grande entre los doscientos mejores cantantes de todos los tiempos. En 2021, ocupó el puesto 78 en la lista de los cien mejores artistas de todos los tiempos de Billboard. El cantante canadiense The Weeknd, ha elogiado en reiteradas ocasiones a Grande por su habilidad en la producción de canciones.
Muchos artistas han citado a Grande como una inspiración en sus carreras musicales, así también como influencia en la creación de su respectiva discografía, incluidos Madison Beer, Sufjan Stevens, Melanie Martínez, Meghan Trainor, Troye Sivan, Jungkook de BTS, María Becerra, Billie Eilish, Yeri de Red Velvet, Sabrina Carpenter, Danna Paola, Zara Larsson, Melody, Bryson Tiller, Lana Del Rey, Dove Cameron, Michelle Zauner de Japanese Breakfast, Grace VanderWaal, Breanna Yde, Maggie Lindemann, Charlie Puth, Jihoo de IZ, Giselle de Aespa, y Blackpink.

## Logros

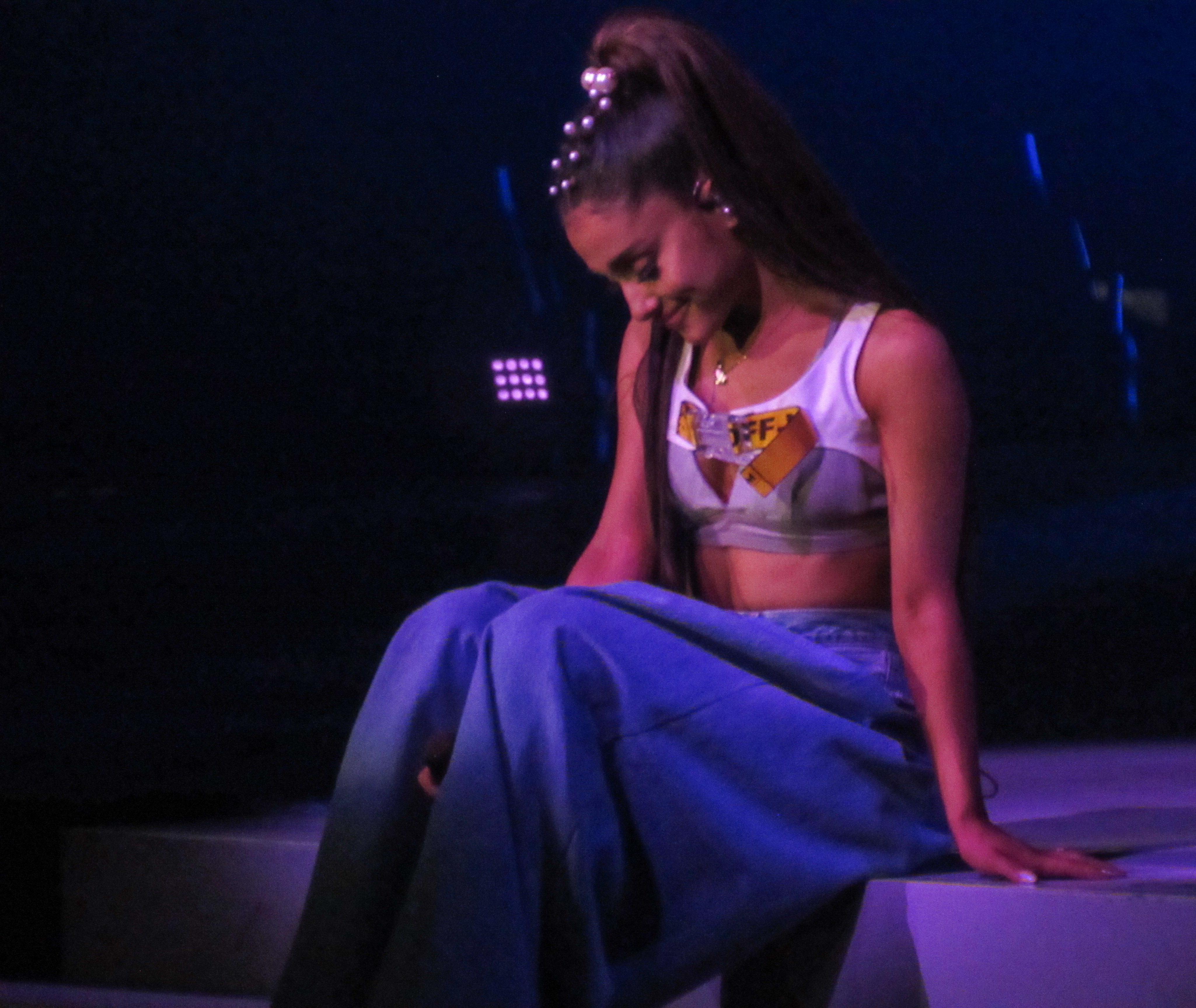
En 2019, Ariana Grande se convirtió en la primera solista en colocar tres canciones («7 Rings»,«Break Up with Your Girlfriend, I'm Bored» y «Thank U, Next») en la cima del Billboard Hot 100 desde The Beatles.

A lo largo de su carrera, Grande ha vendido más de 90 millones de discos en todo el mundo, lo que la convierte en una de las artistas musicales con mayores ventas de todos los tiempos.
Todos los álbumes de larga duración de Grande han sido certificados platino o superior por la Recording Industry Association of America (RIAA) y pasan al menos un año en la lista Billboard 200. Habiendo acumulado 98 mil millones de transmisiones hasta el momento, Grande es la artista femenina más reproducida de la historia; también es la artista femenina con más reproducciones en Spotify y Apple Music. Grande se encuentra entre los cinco artistas más escuchados en la plataforma anterior, siendo la única artista femenina en el ranking. Nueve de las canciones de Grande alcanzaron los mil millones de reproducciones. Grande ha ganado dos premios Grammy, un premio BRIT, nueve MTV Video Music Awards, tres MTV Europe Music Awards y tres American Music Awards. Ha recibido 34 nominaciones a los Billboard Music Awards y ganó dos en 2019, incluida la de mejor artista femenina. Grande ha ganado nueve premios Nickelodeon Kids' Choice Awards, incluido uno en 2014 como actriz de televisión favorita por su actuación en Sam & Cat, y tres premios People's Choice Awards. En 2014, recibió el premio artista revelación del año de la Music Business Association y mejor revelación en los Premios Bambi. Ha ganado seis iHeartRadio Music Awards y doce Teen Choice Awards. Fue nombrada estrella naciente de Billboard Women in Music en 2014 y mujer del año en 2018. A partir de 2021, Grande ha batido más de veintisiete récords mundiales Guinness al lograr «la mayoría de las canciones para debutar en el número uno en el Hot 100» con cinco canciones en la parte superior de las listas. En álbumes, sencillos y funciones (cuando se combinan las ventas físicas, descargas y streaming equivalentes), es la quinta artista femenina de sencillos digitales con la certificación más alta, con sesenta y tres millones de unidades totales certificadas por la Recording Industry Association of America (RIAA). Grande también es una de las artistas femeninas más certificadas del Reino Unido, con casi veinticinco millones de unidades.
Grande ha batido numerosos récords en la lista Hot 100 de Estados Unidos. Seis sencillos de Grande han encabezado dicha lista, siendo el más reciente «Save Your Tears». Grande tiene un total de catorce debuts entre los diez primeros hasta el momento, comenzando con su primer sencillo «The Way»; el sencillo principal de cada uno de sus primeros cinco álbumes de estudio ha debutado entre los diez primeros, lo que la convierte en la única artista en lograrlo. En 2020, se convirtió en el primer acto en tener sus primeros cinco sencillos número uno, «Thank U, Next», «7 Rings», «Stuck with U», «Rain on Me» y «Positions» debutaron en el número uno; ese año, Grande también rompió el récord de la mayor cantidad de debuts número uno. Grande también se convertiría en el primer artista en debutar con tres sencillos en el número uno en un solo año calendario. Más tarde rompió el récord de la mayoría de las canciones en las listas simultáneas en el top 40 del Hot 100 para una artista femenina con el lanzamiento de su quinto álbum de estudio, Thank U, Next, cuando once de las doce pistas figuraron en la región (luego superadas por Billie Eilish). Los tres sencillos de Thank U, Next, «7 Rings», «Break Up with Your Girlfriend, I'm Bored» y «Thank U, Next» se ubicaron en los números uno, dos y tres respectivamente en la semana del 23 de febrero de 2019, convirtiendo a Grande en el primer artista solista en ocupar los tres primeros lugares del Hot 100 y el primer artista en hacerlo desde The Beatles en 1964. Con su álbum Thank U, Next, Grande estableció el récord de la semana de transmisión más grande para un álbum pop y para una artista femenina, con 307 millones de transmisiones de audio a pedido. A partir de mayo de 2021, Grande tiene 71 entradas en el Hot 100, convirtiéndose en la cuarta artista femenina con más entradas en el Hot 100. Grande fue nombrada la «estrella pop más grande de 2019» por Billboard. También fue nombrada la mejor artista femenina de fin de año de Billboard en 2017 y 2019 y fue nombrada la sexta mejor artista femenina (duodécima en general) en la lista de artistas principales de fin de década de la revista para la década de 2010. La revista también la clasificó en el puesto 78 en las listas de los mejores 100 artistas de todos los tiempos, respectivamente.
A partir de 2023, Grande ha batido 33 récords mundiales Guinness al lograr «la mayoría de las canciones para debutar en el número uno en el Billboard Hot 100» con cinco canciones en la parte superior de las listas. Estos registros incluyeron la mayor cantidad de canciones para debutar en el número uno en el Hot 100, la mayor cantidad de seguidores en Spotify (mujeres), la mayor cantidad de oyentes mensuales en Spotify (mujeres), el acto más reproducido en Spotify (mujeres), la pista más reproducida en una semana por una artista femenina en las listas de Billboard, el hat-trick más rápido de los sencillos número uno del Reino Unido por una artista femenina, la primera artista femenina en reemplazarse a sí misma en el número uno en la lista de sencillos del Reino Unido, la primera artista solista en reemplazarse a sí misma en el número uno en la lista de sencillos del Reino Unido durante dos semanas consecutivas, la mayoría de los suscriptores de un músico en YouTube (mujer), el álbum más reproducido por una artista femenina en una semana (Reino Unido), entre otros. Se lograron once récords a partir del éxito de su disco Thank U, Next y se presentó en la edición 2020.

## Otros emprendimientos

### Filantropía y activismo
A los diez años, Grande cofundó el grupo de canto juvenil del sur de la Florida Kids Who Care, que actuó en eventos de recaudación de fondos de caridad y recaudó más de $500 000 solo en 2007. En 2009, como miembro de la organización benéfica Broadway en Sudáfrica, ella y su hermano Frankie tocaron y enseñaron música y danza a niños en Gugulethu, Sudáfrica.
Apareció con Bridgit Mendler y Kat Graham en la revista Seventeen en una campaña pública de 2013 para acabar con el acoso en línea llamada Delete Digital Drama. Después de ver la película Blackfish ese año, instó a los fanáticos a dejar de apoyar a SeaWorld. En septiembre de 2014, Grande participó en el programa de televisión benéfico Stand Up to Cancer, interpretando su canción «My Everything» en memoria de su abuelo, quien había muerto de cáncer en julio. Grande ha adoptado varios perros de rescate como mascotas y ha promovido la adopción de mascotas en sus conciertos. En 2016, lanzó una línea de sombras para labios, «MAC Viva Glam de Ariana Grande», con MAC Cosmetics, cuyas ganancias beneficiaron a personas afectadas por el VIH y el SIDA.
En 2015, Grande y Miley Cyrus interpretaron una versión de «Don't Dream It's Over» de Crowded House como parte de Backyard Sessions de Cyrus en beneficio de su Fundación Happy Hippie, que ayuda a los jóvenes LGBT y sin hogar. Más tarde ese año, Grande encabezó el evento Dance On the Pier, parte de la Semana del Orgullo LGBT en la ciudad de Nueva York. Como feminista, Grande escribió un ensayo «empoderador» bien recibido en Twitter denunciando el doble rasero y la misoginia en el enfoque de la prensa sobre las relaciones y la vida sexual de las mujeres músicas en lugar de «su valor como individuo». Señaló que tiene «más de qué hablar» sobre su música y sus logros en lugar de sus relaciones románticas. En 2016, la escritora Kendall Fisher de E! la llamó «una heroína feminista». Ese año, Grande se unió a Madonna para recaudar fondos para niños huérfanos en Malawi; ella y Victoria Monét grabaron «Better Days» en apoyo del movimiento Black Lives Matter. Para ayudar a las víctimas del atentado con bomba en el Manchester Arena en 2017, Grande organizó el concierto One Love Manchester y relanzó «One Last Time» y su presentación en vivo de «Over the Rainbow» en el evento como sencillos benéficos. Según los informes, la cantidad total recaudada fue de $23 millones (más de £17 millones), y recibió elogios por su «gracia y fuerza» al dirigir el concierto benéfico. Madeline Roth de MTV escribió que la actuación «reforzó el coraje entre una audiencia que lo necesitaba desesperadamente. [...] Regresar al escenario fue un verdadero acto de valentía y resistencia». En 2017, la sección Vulture de la revista New York clasificó el evento como el concierto número uno del año, y Mitchell Harrison de Billboard llamó a Grande un «ícono gay» por sus letras y actuaciones amigables con LGBT y su «apoyo a la comunidad LGBT».
En septiembre de 2017, Grande actuó en A Concert for Charlottesville, que benefició a las víctimas de la manifestación nacionalista blanca de agosto de 2017 en Charlottesville, Virginia. En marzo de 2018, participó en la Marcha por Nuestras Vidas para apoyar la reforma del control de armas. Grande donó las ganancias del primer espectáculo en Atlanta en su gira mundial Sweetener World Tour a Planned Parenthood en respuesta a la aprobación de una serie de leyes contra el aborto en varios estados, incluido Georgia. Durante la pandemia de COVID-19, Grande donó entre $500 y $1000 cada uno a varios fanáticos como apoyo financiero. Grande también apoyó un fondo de COVID-19 llamado Project 100, cuyo objetivo era proporcionar pagos digitales de $1000 a 100 000 familias que se han visto muy afectadas por la pandemia. En mayo de 2020, Grande anunció que todas las ganancias netas de su colaboración con el cantante Justin Bieber, «Stuck with U», se donarían a First Responders Children's Foundation para financiar subvenciones y becas para hijos de trabajadores de primera línea que trabajan durante la pandemia mundial. Ese mes, Grande se unió a una protesta en Los Ángeles contra el asesinato de George Floyd, exigiendo justicia y pidiendo a los fanáticos que firmaran peticiones condenando el acto de brutalidad policial. Destacó el privilegio blanco y pidió más activismo fuera de las redes sociales. En diciembre de 2020, Grande, Scott y Brian Nicholson, sus coreógrafos y amigos, lanzaron «Orange Twins Rescue», un centro de rescate de animales con sede en Los Ángeles. En el mismo mes, Grande sorprendió a los niños, que pasan las vacaciones en hospitales infantiles en Los Ángeles y el Reino Unido, con regalos de listas de deseos en el UCLA Mattel Children's Hospital y el Royal Manchester Children's Hospital.
En junio de 2021, Grande, junto con una docena de otras celebridades, firmaron una carta abierta al Congreso para aprobar la Ley de Igualdad, destacando que la ley protegería a las «comunidades marginadas». En el mismo mes, Grande se asoció con el portal en línea BetterHelp y regaló $2 millones en terapia a los fanes. En el Día Internacional de la Visibilidad Transgénero, lanzó un fondo para jóvenes transgénero y se comprometió a igualar cada donación hasta $1.5 millones. En mayo de 2022, Grande se encontraba entre los 160 artistas e influencers que firmaron un anuncio de página completa 'Prohibiciones de nuestros cuerpos' en The New York Times, en apoyo del derecho al aborto en los Estados Unidos. En junio, Grande respaldó a Karen Bass para las elecciones a la alcaldía de Los Ángeles de 2022.

### Productos
En octubre de 2014, Grande se unió a la marca de agua embotellada WAT-AAH! como accionista y socio. En noviembre de 2015, lanzó un bolso de mano de edición limitada en colaboración con Coach. En enero de 2016, lanzó una colección de maquillaje con MAC Cosmetics, donando el 100% de las ganancias al MAC AIDS Fund. En febrero de 2016, Grande lanzó una línea de moda con Lipsy London. Más tarde ese año, se asoció con Brookstone, utilizando el arte conceptual del artista Wenqing Yan, para diseñar auriculares con orejas de gato. En 2017, Grande colaboró con Square Enix para crear un personaje basado en ella misma para el juego móvil Final Fantasy Brave Exvius. Grande fue un personaje desbloqueable por tiempo limitado como parte del evento Dangerous Woman Tour, que también incluyó un remix orquestal de la canción de Grande «Touch It»; el personaje, Dangerous Ariana, es un personaje de apoyo mágico que utiliza ataques basados en la música. En septiembre de 2017, se convirtió en embajadora de marca de Reebok. En agosto de 2018, se asoció con American Express para The Sweetener Sessions, una asociación que continuó durante el Sweetener World Tour en 2019, junto con T-Mobile. En marzo de 2019, se asoció con Starbucks para el lanzamiento de la bebida Cloud Macchiato. En mayo de 2019, Grande fue anunciada como la cara de la campaña otoño-invierno de Givenchy. La campaña comenzó en julio y generó $25.13 millones en valor de impacto mediático. Los productos Beats, Samsung, Fiat, Reebok y Guess han aparecido en los videos musicales de Grande. Ha aparecido en comerciales para Macy's, T-Mobile y Apple, así como para sus propias fragancias.
Grande ha lanzado once fragancias con Luxe Brands. Lanzó su fragancia debut, Ari by Ariana Grande, en 2015. A raíz de su éxito, lanzó su tercera fragancia, Sweet Like Candy, en 2016. Su quinta fragancia, Moonlight, se lanzó en 2017, seguida de Cloud (2018), Thank U, Next (2019), R.E.M. (2020) y God Is a Woman (2021). La colección también incluía las ediciones limitadas Frankie (2016), Sweet Like Candy Limited Edition (2017), Thank U, Next 2.0 y Cloud Intense (ambas de 2021). Las fragancias ganaron el premio Fragrance Foundation Awards varias veces, la más reciente con R.E.M. en 2021. En 2022, se informó que Cloud era la fragancia más vendida en Ulta, vendiendo una botella cada once minutos. Desde su lanzamiento en 2015, la franquicia ha obtenido $750 millones en ventas minoristas a nivel mundial.
En noviembre de 2021, Grande lanzó su línea de maquillaje R.E.M. Beauty, que se distribuye en Ulta Beauty a partir de marzo de 2022. La línea Chapter One: Ultraviolet presentaba doce productos principales, incluida una gama de tonos individuales, tanto para labios como para ojos. En marzo de 2022, Grande lanzó la línea Chapter Two: Goodnight and Go de la marca. Además de una selección de nuevos productos para el cuidado de la piel (un bálsamo para los ojos, un suero para pestañas y cejas y un rocío facial), la colección también contenía productos básicos de maquillaje, como un lápiz labial y para mejillas versátil y juegos adicionales de extensiones de pestañas. Luego lanzó Chapter 3: On Your Collar, que incluía varios productos para labios, y Chapter 4: Out Of Body, que incluía un corrector disponible en 60 tonos diferentes. Forbes informó en 2022 que R.E.M. Beauty fue una de las marcas que impulsaron el margen bruto impulsor de Ulta debido a la fuerte demanda de los consumidores. En mayo, la línea ganó el premio a la «Mejor marca nueva» en los premios Allure Best of Beauty Awards. En febrero de 2023, se anunció que la marca se lanzará en ochenta y una tiendas Sephora y trece sitios en línea, incluso en toda Europa.
En enero de 2023, Forbes anunció que Grande adquirirá los activos físicos de la marca, por un valor estimado de $15 millones de Forma Brands, la empresa matriz de Morphe Cosmetics, después de que la empresa se declarara en bancarrota a principios de ese mes, poniendo fin a su acuerdo de licencia.

## Vida personal

### Salud y dieta
Grande ha dicho que luchó contra la hipoglucemia, que atribuyó a malos hábitos alimenticios. Es vegana desde 2013. Los fanáticos cuestionaron en 2019 si todavía era vegana después de trabajar con Starbucks para crear una edición especial de una de sus bebidas favoritas que se reveló que contenía huevos. Su nutricionista, Harley Pasternak, le dijo a la revista Glamour que Grande es vegana pero que él la ha hecho «sentirse bien acerca de complacerse y celebrar de vez en cuando».
También desarrolló trastorno de estrés postraumático (TEPT) y ansiedad después del atentado con bomba en el Manchester Arena; casi se retira de su actuación en la transmisión de 2018 A Very Wicked Halloween debido a la ansiedad. Grande también ha dicho que ha estado en terapia durante más de una década, habiendo visto por primera vez a un profesional de la salud mental poco después del divorcio de sus padres.

### Creencias
Se crio como católica, pero abandonó la Iglesia durante el pontificado de Benedicto XVI, oponiéndose a su postura sobre la homosexualidad y señalando que su medio hermano Frankie es gay. Ella y Frankie han seguido las enseñanzas de la cábala, una rama del misticismo judío, desde que ella tenía doce años. Dijo que creen que «la base radica en la idea de que si eres amable con los demás, te sucederán cosas buenas». Varias de sus canciones, como «Break Your Heart Right Back», apoyan los derechos LGBT. También ha sido calificada de «defensora de una actitud positiva hacia el sexo».
En noviembre de 2019 respaldó la segunda candidatura presidencial del senador Bernie Sanders.

### Propiedad y riqueza
Grande era dueña de un penthouse de $16 millones en el Bajo Manhattan. También compró una mansión en Hollywood Hills por $13.7 millones en junio de 2020. En septiembre de 2022, Grande puso a la venta su casa en Montecito, California, que sufrió un allanamiento tres meses antes. Se informó que la mansión se vendió por $9.1 millones.
Forbes comenzó a informar sobre las ganancias de Grande en 2019.

### Relaciones
Conoció al actor Graham Phillips en el elenco del musical de Broadway 13 en 2008 y salió con él hasta 2011. Más tarde, salió con Jai Brooks, miembro del grupo australiano de YouTube, The Janoskians desde 2012 hasta julio de 2013. Salió con el cantante inglés Nathan Sykes entre agosto y diciembre de 2013 y luego salió con el rapero Big Sean entre octubre de 2014 y abril de 2015.
Después de grabar «The Way» con Mac Miller en 2012, los dos comenzaron a salir en 2016. Colaboraron en el sencillo «My Favorite Part», lanzado en septiembre de 2016 en el álbum de Miller The Divine Feminine (2016). Con respecto a su relación, Grande declaró durante una entrevista con Cosmopolitan: «No estábamos listos para estar juntos, sin embargo era una cuestión de tiempo, ambos necesitábamos experimentar algunas cosas, pero el amor ha estado ahí todo el tiempo». Su relación terminó en mayo de 2018. Ese septiembre, Miller murió por una sobredosis accidental de drogas; Grande expresó su dolor por su muerte en las redes sociales y lo llamó su «amigo más querido».
En mayo de 2018, comenzó a salir con el actor y comediante Pete Davidson y se comprometieron al mes siguiente. Cancelaron su compromiso y terminaron la relación en octubre de 2018.
En enero de 2020 comenzó a salir con el agente de bienes raíces Dalton Gómez. Su relación, aunque en su mayoría privada, se hizo pública en el video musical del sencillo benéfico de ella y Justin Bieber «Stuck with U». Grande anunció su compromiso el 20 de diciembre de 2020, luego de 11 meses de noviazgo. El 15 de mayo de 2021, se casaron en una ceremonia privada en su casa en Montecito, California, donde ella lució un vestido personalizado de Vera Wang. Las fotos de su boda se convirtieron en la publicación de Instagram con más me gusta de una celebridad, con más de 25 millones de me gusta. En julio de 2023 se hizo público que estaban en trámites de divorcio.

## Filmografía

### Cine
| Año  | Título                                     | Rol                      | Notas                              | Ref.                   |
| ---- | ------------------------------------------ | ------------------------ | ---------------------------------- | ---------------------- |
| 2011 | Snowflake, the White Gorilla               | Snowflake (voz)          | Doblaje en inglés                  | [ 51 ] [ 479 ] [ 480 ] |
| 2016 | Underdogs                                  | Laura (voz)              | Doblaje en inglés; directo a video | [ 481 ]                |
| 2016 | Zoolander 2                                | Latex BDSM               | Cameo                              | [ 482 ]                |
| 2019 | Men in Black: International                | Alien en monitores de TV | Cameo                              | [ 483 ]                |
| 2020 | Ariana Grande: Excuse Me, I Love You       | Ella misma               | Documental y productora ejecutiva  |                        |
| 2021 | Billie Eilish: The World's a Little Blurry | Ella misma               | Cameo                              | [ 484 ]                |
| 2021 | Don't Look Up                              | Riley Bina               |                                    | [ 485 ]                |
| 2024 | Wicked                                     | Glinda Upland            |                                    | [ 486 ]                |
| 2025 | Wicked: For Good                           | Glinda Upland            |                                    | [ 486 ]                |
| 2026 | Meet the Parents 4                         | -                        | -                                  |                        |

### Televisión
| Año       | Título                                   | Rol                           | Notas                                        | Ref.            |
| --------- | ---------------------------------------- | ----------------------------- | -------------------------------------------- | --------------- |
| 2009      | The Battery's Down                       | Bat Mitzvah Riffer            | Episodio: «Bad Bad News»                     |                 |
| 2010-2013 | Victorious                               | Cat Valentine                 | Elenco principal                             |                 |
| 2011      | iParty with Victorious                   | Cat Valentine                 | Película de televisión                       |                 |
| 2011-2013 | Winx Club                                | Princesa Diaspro (voz)        | Personaje recurrente                         |                 |
| 2013      | Swindle                                  | Amanda Benson                 | Película de televisión                       |                 |
| 2013-2014 | Sam & Cat                                | Cat Valentine                 | Protagonista                                 |                 |
| 2014      | Family Guy                               | Hija italiana (voz)           | Episodio: «Mom's the Word»                   | [ 51 ]          |
| 2014      | Saturday Night Live                      | Ella misma/invitada musical   | Episodio: «Chris Pratt/Ariana Grande»        |                 |
| 2015      | RuPaul's Drag Race                       | Ella misma/jueza invitada     | Episodio: «Ru Hollywood Stories»             |                 |
| 2015      | Knock Knock Live                         | Ella misma                    | Episodio no emitido                          | [ 487 ]         |
| 2015      | Scream Queens                            | Sonya Herfmann/Chanel #2      | Personaje recurrente; 4 episodios            | [ 488 ] [ 489 ] |
| 2016      | Saturday Night Live                      | Anfitriona e invitada musical | Episodio: «Ariana Grande»                    |                 |
| 2016      | Hairspray Live!                          | Penny Pingleton               | Especial                                     | [ 490 ]         |
| 2017      | One Love Manchester                      | Organizadora e intérprete     | Especial                                     |                 |
| 2017      | Carpool Karaoke: The Series              | Ella misma                    | Episodio: «Seth MacFarlane & Ariana Grande»  | [ 491 ]         |
| 2018      | A Very Wicked Halloween                  | Ella misma                    | Especial, cantando «The Wizard and I»        | [ 492 ]         |
| 2018      | Ariana Grande at the BBC                 | Ella misma                    | Especial                                     | [ 493 ] [ 494 ] |
| 2018      | Ariana Grande: Dangerous Woman Diaries   | Ella misma                    | Docuserie de YouTube                         |                 |
| 2019      | Keeping Up with the Kardashians          | Ella misma                    | Episodio: «Fire Escape»                      | [ 495 ]         |
| 2020      | Justin Bieber: Seasons                   | Ella misma                    | Cameo                                        | [ 496 ]         |
| 2020      | Kidding                                  | Piccola Grande                | Episodio: «Episode 3101»                     | [ 497 ] [ 498 ] |
| 2020      | The Disney Family Singalong              | Ella misma                    | Especial                                     |                 |
| 2020      | Mariah Carey's Magical Christmas Special | Ella misma                    | Especial                                     |                 |
| 2021      | The Voice                                | Ella misma/jueza              | Temporada 21                                 | [ 499 ]         |
| 2023      | RuPaul's Drag Race                       | Ella misma/jueza invitada     | 2 episodios                                  |                 |
| 2023      | RuPaul's Drag Race: Untucked             | Ella misma                    | Episodio: «Untucked - One Night Only, Pt. 2» | [ 500 ]         |

### Series web
| Año       | Título       | Rol                      | Notas                                                                                           | Ref.            |
| --------- | ------------ | ------------------------ | ----------------------------------------------------------------------------------------------- | --------------- |
| 2010-2013 | The Slap.com | Cat Valentine            | Segmentos de video grabados por Cat para el sitio web The Slap de Hollywood Arts en Victorious. |                 |
| 2011-2012 | iCarly.com   | Cat Valentine/Ella misma | Segmentos: «Three Way Random Debate» & «What's Gibby Thinking About?»                           | [ 501 ] [ 502 ] |

### Teatro
| Año  | Producción             | Rol          | Evento             |
| ---- | ---------------------- | ------------ | ------------------ |
| 2008 | 13                     | Charlotte    | Broadway           |
| 2010 | Cuba Libre             | Miriam       |                    |
| 2012 | A Snow White Christmas | Blancanieves | Pasadena Playhouse |

## Discografía
| Álbumes de estudio - 2013: Yours Truly - 2014: My Everything - 2016: Dangerous Woman - 2018: Sweetener - 2019: Thank U, Next - 2020: Positions - 2024: Eternal Sunshine Bandas sonoras - 2024: Wicked: The Soundtrack (con el elenco de Wicked y Cynthia Erivo) | Álbumes en directo - 2019: K Bye For Now (SWT Live) Reediciones - 2023: Yours Truly (Tenth Anniversary Edition) - 2024: My Everything (Tenth Anniversary Edition) - 2025: Eternal Sunshine Deluxe: Brighter Days Ahead EP - 2013: Christmas Kisses - 2015: Christmas & Chill |

## Giras
- 2015: The Honeymoon Tour
- 2017: Dangerous Woman Tour
- 2019: Sweetener World Tour

### Promocionales
- 2013: The Listening Sessions
- 2019: The Sweetener Sessions

### Actos de apertura
- 2013: Justin Bieber - Believe Tour